# Giarre
Giarre (Giarri in siciliano, i Giari nel dialetto locale) è un comune italiano di 26 474 abitanti della città metropolitana di Catania in Sicilia. Si fregia del titolo di città.
Il comune, posto a metà strada tra Catania e Taormina, forma un importante polo urbano con la vicina Riposto con cui fu per pochi anni unita durante il periodo fascista assumendo prima il nome di Giarre-Riposto e poi di Ionia. La conurbazione, senza soluzione di continuità tra i due centri, conta oltre 45 000 abitanti e si estende dal mare fino ai piedi del vulcano. È contigua alla vicina Mascali, dalla quale in origine si distaccò formando un comune autonomo, e insieme formano un agglomerato di oltre 60 000 abitanti. Le tre comunità sono interdipendenti tra di loro per servizi ed uffici di vari livelli.
La posizione centrale all'interno del distretto ed il graduale aumento delle attività commerciali ha attirato negli anni del boom economico abitanti dai comuni limitrofi, facendo registrare un aumento della popolazione e rendendo Giarre l'epicentro del retroterra jonico-etneo.
Gli abitanti sono noti come giarresi in italiano (giarroti in siciliano).

## Geografia fisica
Giarre si trova sulla costa orientale della Sicilia, tra l'Etna e il mar Ionio, in declivio verso il mare, ad un'altitudine di 81 metri s.l.m., in posizione ventilata e panoramica. La città è uno dei migliori punti d'osservazione della caldera di collasso della Valle del Bove, nella quale si versano la maggior parte delle colate laviche del versante orientale del vulcano. Il territorio di Giarre è stato sempre risparmiato dalle colate in epoca storica e finora non è mai stato minacciato direttamente grazie anche alla sua relativa distanza dal vulcano. Tuttavia la colata del 1928 che investì la vicina Mascali giunse alle porte della frazione giarrese di Santa Maria la Strada.
Il territorio comunale è privo di sbocchi al mare. Esso si sviluppa tra la fertile piana costiera e le prime propaggini dell'Etna, ad un'altitudine che va dai 15 ai 601 metri s.l.m. e ricade in parte nel Parco dell'Etna (un ettaro). È attraversato dal torrente Macchia, unico corso d'acqua rilevante, seppur di carattere stagionale, che si insinua in un'ampia frattura di origine sismica a nord-ovest di Giarre. La zona nei pressi del confine con i comuni di Santa Venerina e Acireale è interessata da una serie di faglie sismiche attive che nel XX secolo hanno dato origine a terremoti che hanno devastato diverse contrade come i terremoti del 1865 e del 1911, che danneggiarono gravemente la frazione di Macchia, quelli del 1952 e del 1971.
All'interno del territorio comunale è presente un'enclave, la frazione Tagliaborse appartenente al comune di Mascali.

### Clima
Giarre è uno dei comuni più piovosi della Sicilia, nei pressi della zona dove si può instaurare il cosiddetto effetto meteorologico Alcantara-Agrò (derivante dai corsi d'acqua delle vallate), dove si possono avere forti temporali e rovesci autorigeneranti e persistenti a causa della risalita del vento di scirocco.
Il 13 novembre 2024 si sono registrati alcuni record di pioggia regionali per temporali di una depressione tirrenica semi-stazionaria. Nella stazione meteorologica della Protezione Civile in 3 ore sono caduti 228.1 mm, in 6 ore 409.7 mm e in 12 ore 510.2 mm; battuti i precedenti rispettivi record che risalgono alla famosa ondata di maltempo dell'ottobre 1951 quando a Lentini fece in 3 ore 166 mm, in 6 ore 264.8 mm e in 6 ore 443.2 mm. Rimane tuttavia imbattuto il record giornaliero: caddero 715,8 mm in un giorno solo mentre nel recente novembre 2024 a Giarre si sono registrati 512,3 mm.

## Storia

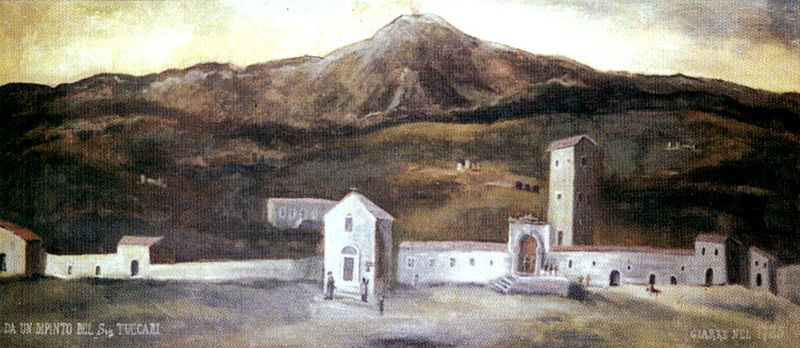
L'abitato di Giarre nel 1725: anonima e parziale riproduzione di una tela settecentesca (oggi scomparsa) a soggetto sacro, opera del pittore Giovanni Tuccari.

È opinione diffusa che sull'odierno territorio di Giarre, in epoca antichissima sorgesse la città di Kallipolis, fondata dai calcidesi nel VII secolo a.C. e distrutta nel 403 a.C. ad opera di Dionisio I. Ad oggi, pur non esistendo alcuna fonte certa della corrispondenza tra Kallipolis e la cittadina jonica, si segnala il rinvenimento di tracce di una fattoria romana e di manufatti fittili e monete di epoca greco-siceliota e romana.
La presenza di numerosi siti archeologici di scavo potrebbero collocare l'ubicazione dell'antico sito tra le frazioni di San Giovanni Montebello e Santa Maria la Strada, precisamente tra le contrade Coste e Chianti. Tanto è vero che, negli stessi luoghi, la tradizione vuole che sorgessero sia un altro insediamento greco come Kalkis (insediamento greco posteriore a Kallipolis e formati da alcuni ex abitanti scampati alla vendetta di Dionisio) che un insediamento romano quale Bidium (da precisare come sulla ubicazione di tali insediamenti è tuttora aperta la disputa con il vicino comune di Mascali, che ne rivendica la presenza nell'antico centro di Mascali, distrutto da una colata lavica nel 1928). Rinvenimenti di materiali fittili e monete greche e romane sono stati segnalati nel tempo anche a Giarre centro. All'ingresso nord di Giarre, a Santa Maria la Strada, si segnala la significativa presenza del pozzo di Ruggero I, risalente all'anno 1081 attiguo al santuario della Madonna della Strada. Altre tracce farebbero pensare nello stesso periodo ad un discreto nucleo abitativo presente in loco.
Da precisare inoltre che il centro cittadino ha subito nel corso di due secoli ben tre stravolgimenti: il primo, a partire dalla fine del Settecento, con la costruzione del tempio di Sant'Isidoro Agricola al posto dell'antica chiesa suffraganea; il secondo ad opera del governo borbonico e del famoso architetto Fuga, che decise l'abbattimento dell'antica ed alta torre in stile gotico, ubicata a lato della chiesa di Sant'Agata e Sant'Isidoro, nel prolungamento ideale dell'odierna via Garibaldi con l'odierna piazza Duomo; il terzo stravolgimento si ebbe, a partire dalla prima metà del XIX secolo, con la realizzazione dell'attuale Piazza Duomo, il salotto della città, avvenuta con la cancellazione di un intero quartiere presente in loco al posto dell'attuale piazza e delle case più antiche di Giarre (inclusi gli antichissimi magazzini della Contea).
L'attuale Giarre (il cui nome di origine araba significa "contenitori di terracotta") nacque quindi nel XVI secolo come borgata in seno alla Contea di Mascali e grazie alle concessioni enfiteutiche di terreni coltivabili ricavati dal disboscamento, crebbe gradualmente e venne popolata principalmente da acesi e messinesi. Giarre conobbe quindi un rapido sviluppo grazie allo spostamento a valle dell'antica via consolare, avvenuto a seguito del terremoto del Val di Noto del 1693, divenendo punto di passaggio obbligato per i viaggiatori che si spostavano tra Catania e Messina. Tale strada d'origine romana, infatti, prima di questa data attraversava gli abitati di Trepunti, Macchia Tagliaborse e Mascali, centri ubicati a monte di Giarre.
Nel 1815, il centro abitato, forte della propria vivacità culturale ed economica, dopo numerosi tentativi ottenne l'autonomia, con regio decreto di Ferdinando I delle Due Sicilie, da Mascali insieme ai borghi di Riposto, Torre Archirafi, Macchia, San Giovanni Montebello, Dagala del Re, Sant'Alfio, Milo e altri centri minori; alcuni di essi, in seguito, si costituirono in entità amministrative autonome.
Durante il fascismo, con decreto del 1939 i due comuni di Giarre e Riposto vennero fusi e assunsero prima il nome di Giarre Riposto e poi, nel 1942, quello di Ionia. Un successivo decreto del 1945 ripristinò la situazione precedente con i comuni di Giarre e di Riposto ricostituiti autonomamente.

### Il delitto di Giarre
Il 31 ottobre 1980 Giarre salì all'attenzione della cronaca nazionale per un fatto che diventerà fondamentale nella storia del movimento omosessuale italiano. Due ragazzi, Giorgio Agatino Giammona, 25 anni, e Antonio Galatola detto Toni, 15 anni, furono trovati morti, mano nella mano, uccisi con un colpo di pistola ciascuno alla testa. Tutti conoscevano i due ragazzi, che nel paese venivano chiamati i ziti ("i fidanzati"), e che due settimane prima erano spariti da casa. A tutti apparve subito chiaro che i due erano vittime di pregiudizio omofobo. La verità giudiziaria ha accertato che i due furono uccisi dal nipote tredicenne di Toni anche se la vicenda ha lasciato molti interrogativi aperti. L'opinione pubblica italiana dovette riconoscere l'esistenza di un problema di discriminazione contro gli omosessuali. Un mese dopo a Palermo nacque per opera di don Marco Bisceglie, un sacerdote apertamente omosessuale, e di Nichi Vendola, la prima sezione dell'Arci dedicata ai gay, che si diffonderà di lì a poco in tutta Italia. Anche le donne femministe lesbiche diedero vita al primo collettivo lesbico siciliano, Le Papesse.

### Simboli
Lo stemma del comune di Giarre è definito dall'articolo 2 comma 4 dello statuto comunale ed è concesso assieme al gonfalone dal decreto del presidente della Repubblica del 22 aprile 1980.
Le «Sette Torri» derivano dallo stemma della Contea di Mascali e dal sistema di fortificazione adottato e costituito appunto da sette torri (o quartieri). Giarre infatti sino al 1818 era parte della Contea di Mascali ed era una di queste torri (le altre erano Torre Archirafi, Torrerossa oggi nei pressi di Fiumefreddo di Sicilia, Mascali, Torre Malogrado, oggi Sant'Alfio, il Forte di Riposto, e Torre presso Mangano).
Il gonfalone, descritto allo stesso comma, è un:

## Monumenti e luoghi d'interesse

### Architetture religiose

#### Duomo

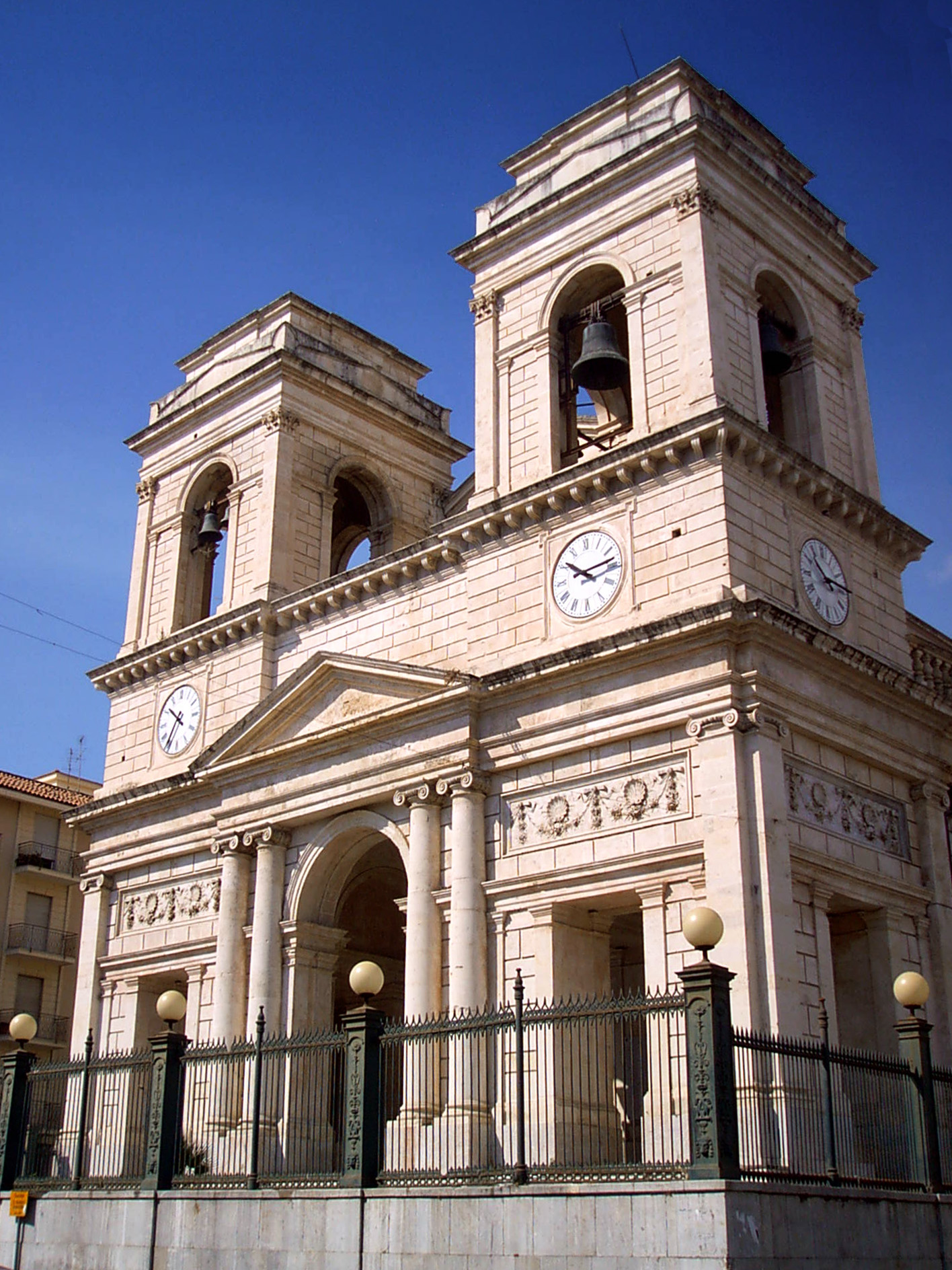
Facciata del Duomo da via Callipoli.

Il duomo di Giarre, imponente edificio neoclassico, a tre navate e a croce latina è dedicato a sant'Isidoro Agricola, protettore della città (nonché patrono di Madrid). I lavori per la sua costruzione, su progetto di Pietro Valente, ebbero inizio nel 1794, sul luogo di una preesistente chiesa dedicata a sant'Agata oltre che al santo spagnolo. La preesistente chiesa esisteva già agli inizi del Seicento e a contatto con essa fu costruito il Duomo. Venne aperto al culto nel 1818, ma solo settant'anni più tardi, l'opera poté dirsi conclusa. Costruito interamente in pietra bianca di Comiso, il tempio massimo della città di Giarre presenta una facciata, progettata dall'architetto lombardo Carlo Sada, sormontata da due campanili a base quadrata. Alle spalle del Duomo vi sono le antiche cripte, con tre settori secenteschi ed uno, quello a nord, di datazione anteriore e incerta.
All'interno del duomo sono esposte numerose tele di illustri pittori siciliani del Settecento ed Ottocento, fra le quali ne spicca una del grande artista acese Pietro Paolo Vasta, raffigurante l'Immacolata e i santi. 
Si conserva inoltre un pregevole arazzo in velluto rosso con ricami in fili d'oro raffigurante un'aquila con una croce sul petto, uno stemma borbonico, le iniziali C.G. (città di Giarre) e la raffigurazione di sette torri, già simbolo della città di Mascali.
Sull'abside centrale, appena dietro l'altare maggiore, impiantato in una preziosa cantoria lignea, è posto un grandioso organo ottocentesco, opera dei fratelli Serassi da Bergamo, oggi considerato uno dei più grandi esistenti in Sicilia.
Strettamente legato alla chiesa è il cosiddetto Camposanto Vecchio, ipogeo costituito dalle antiche cripte della chiesa di Sant'Agata e Sant'Isidoro.

#### Chiesa Gesù Lavoratore

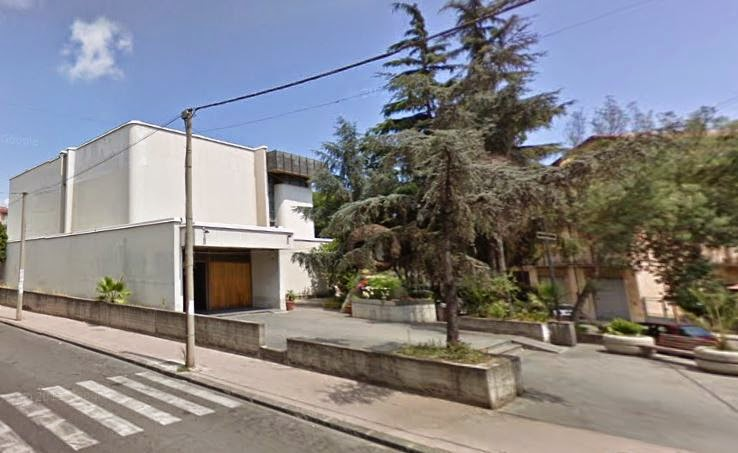
Chiesa Gesù Lavoratore

La chiesa di Gesù Lavoratore fu eretta nel 1979 in una zona agricola che, a seguito della forte espansione edilizia della città, si trasformò nell'attuale quartiere Jungo. All'interno dell'edificio progettato dall'architetto Marcello Leone, troviamo un crocifisso del Settecento della scuola di fra' Umile intagliato su un unico tronco, un'Immacolata di fine Ottocento, realizzata in cartapesta dalla scuola del leccese Luigi Guacci, un fonte battesimale realizzato da un unico blocco di pietra lavica e le formelle di una Via Crucis in bronzo fuso, opera di Tino Barresi. All'esterno del tempio la comunità ha innalzato una grotta a forma di globo che richiama Lourdes con un'apertura che ricalca le linee perimetrali della Sicilia; da essa sgorga l'acqua che va a versarsi in una vasca pentagonale simboleggiante i cinque continenti.

#### Chiesa dell'Oratorio di San Filippo Neri
La chiesa dell'Oratorio dedicata a san Filippo Neri, è uno dei rari esempi di barocchetto presenti nella provincia di Catania. La sua costruzione, avvenuta nella seconda metà del Settecento, fu strettamente legata all'insediamento in città nel 1762 di una congregazione di Padri Filippini, i quali mantennero per oltre un secolo come loro sede, oltre la chiesa, il palazzo adiacente ad essa, dedicandosi principalmente all'educazione dei giovani.
La chiesa, costituita da una sola navata e di modeste dimensioni, conserva alcuni dipinti di notevole interesse artistico fra i quali la Vergine della Purità, a cui la chiesa è dedicata, ed un quadro raffigurante Sant'Isidoro in preghiera.

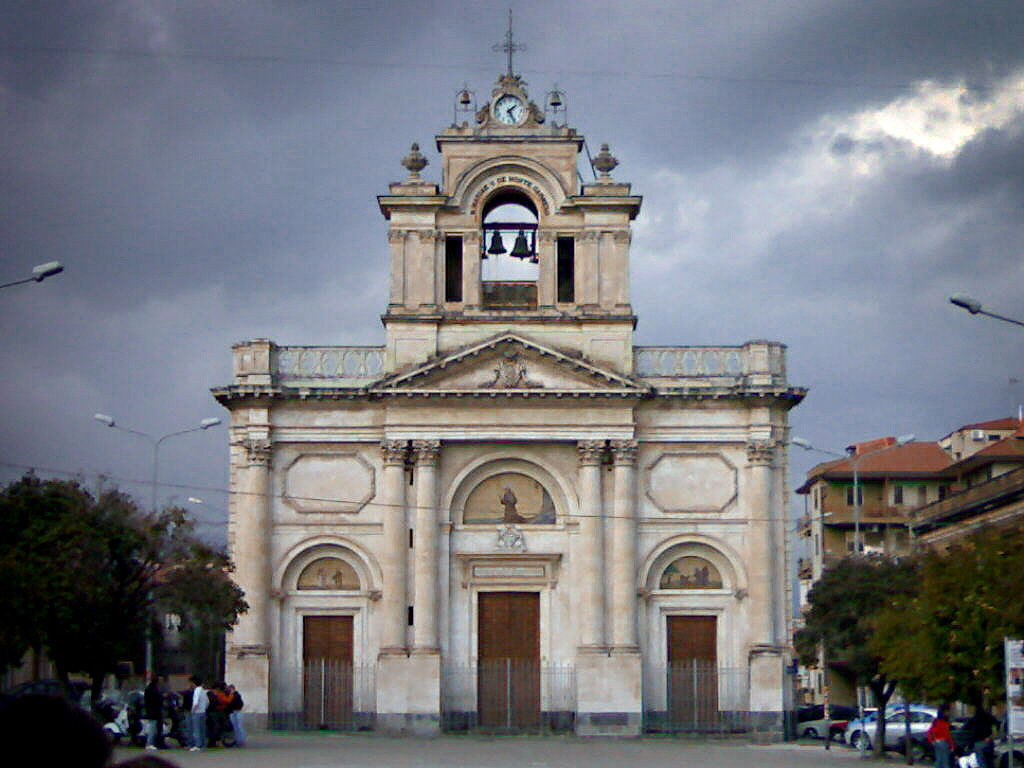
Chiesa di San Francesco («il Carmine» XIX secolo)

#### Chiesa di San Francesco al Carmine
La chiesa di San Francesco al Carmine, voluta da don Rosario Grasso e dedicata alla Madonna del Carmelo, risale al 1857 ma venne completata nel 1912 con la posa dell'orologio meccanico. Elevata a parrocchia il 4 ottobre 1939, fu ristrutturata nel 1964. Oggi è affidata ai frati cappuccini.

#### Chiesa del Convento
La chiesa degli Agostiniani Scalzi, detta anche "Chiesa del Convento" o "delle anime purganti" è uno degli edifici sacri più antichi della città, ma verso in uno stato di abbandono, essendo interdetta al culto. Risalente alla metà del Settecento e realizzata su una precedente struttura religiosa almeno secentesca, deve la sua denominazione al fatto che, a lato di questa, sorgeva il convento dei padri Agostiniani Scalzi di Valverde, modificato nel corso dei secoli ed oggi divenuto il Palazzo delle Culture. 
Al centro del convento c'è il chiostro, occluso negli anni Settanta del secolo scorso dalla costruzione di una palestra.
Nel corso di alcuni recenti rilevamenti, sotto la chiesa sono state rinvenute le cripte quasi certamente coeve alla costruzione iniziale dell'edificio.

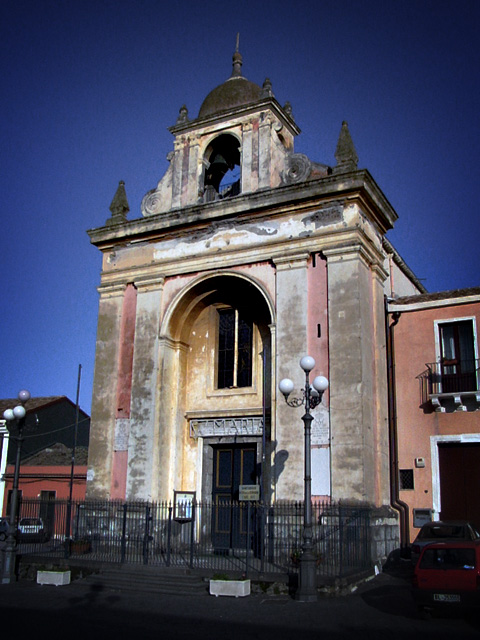
Santuario di Maria Santissima della Strada.

#### Santuario di Santa Maria la Strada
Il santuario di Santa Maria la Strada, nell'omonima frazione, è la più antica chiesa del comune, in quanto risale al 1081. Secondo la leggenda esso fu fatto costruire dal conte normanno Ruggero I di Sicilia, come segno di ringraziamento alla Vergine Odigitria per essere scampato ad un agguato tesogli dai saraceni. Ben poco rimane dell'originaria struttura medievale, l'architettura presenta oggi una struttura neoclassica con elementi barocchi. Al suo interno sono custoditi dipinti tra cui la Madonna con Bambino e santi Alfio, Cirino e Filadelfo di Pietro Paolo Vasta.

#### Chiesa di San Camillo o Calvario

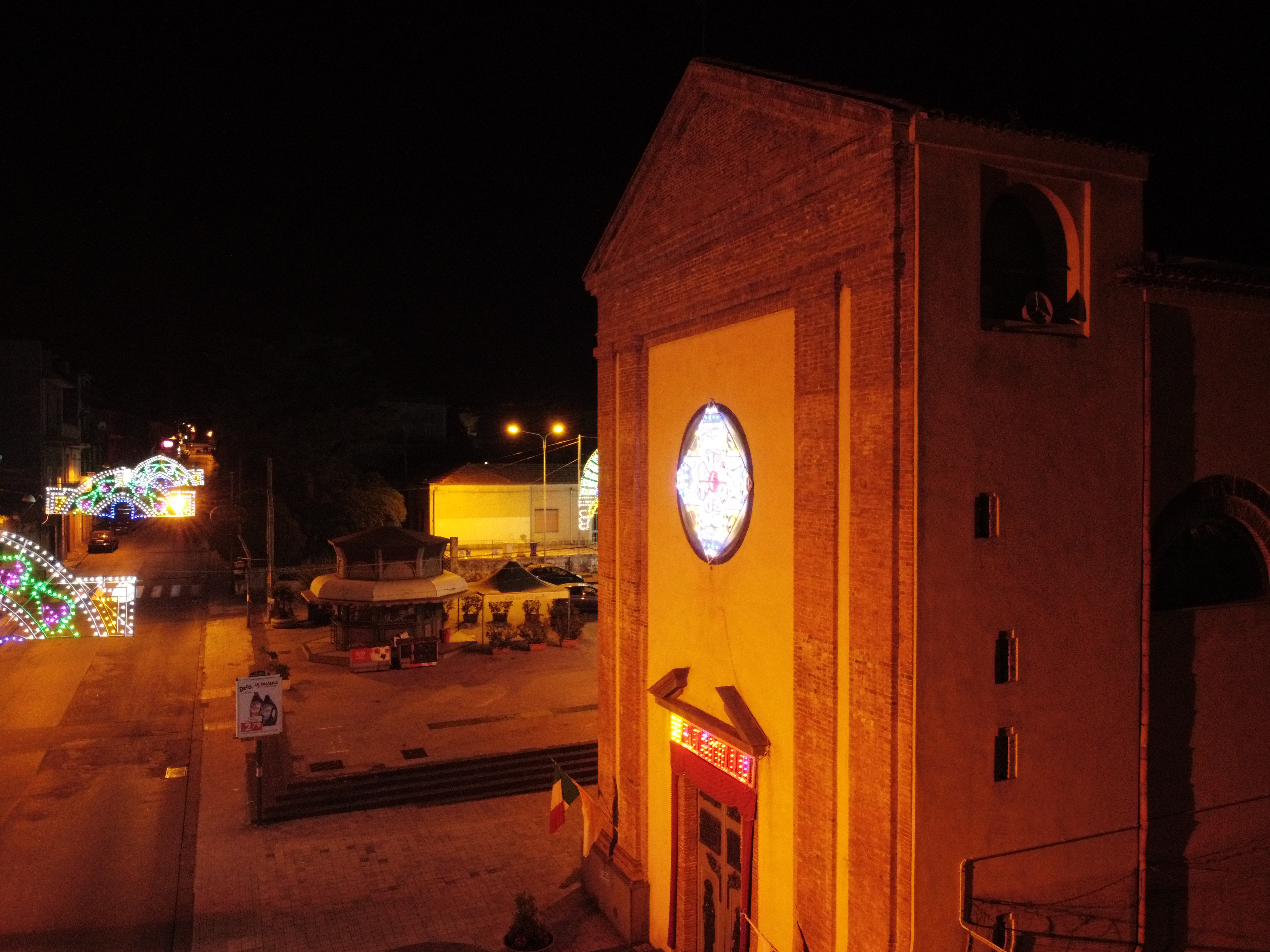
Chiesa S. Camillo - Calvario Peri

Già nel XIX secolo esisteva la piccola chiesa del Calvario (situata di fronte all'attuale chiesa parrocchiale) ove si conservavano le statue di Maria Santissima Addolorata e del Cristo morto. Era tradizione il Venerdì Santo compiere una solenne processione che accompagnasse i simulacri (come la discesa del Calvario) nel duomo della città. Successivamente nel 1871 per circostanze prodigiose la chiesa venne dedicata a san Camillo de Lellis, protettore degli infermi. Dopo la costante richiesta dei fedeli che vivevano nella borgata di Peri e la crescente devozione verso il gigante della carità, il 1º giugno 1930, al termine del congresso eucaristico diocesano, fu posta la prima pietra della nuova chiesa parrocchiale. Nel 1935, in pieno fervore religioso, i Camilliani non solo vennero a Giarre ma stabilirono qui la sede della loro Provincia religiosa. Il terreno fu donato dalla nobildonna Marianna Grassi Fichera. Quando nel 1955 i Camilliani lasciarono Giarre il vescovo Salvatore Russo affidò la chiesa a padre Filippo Fresta; quest'ultimo, coadiuvato dai fedeli e da artisti validi, ne arricchì la decorazione.
L'abside, dedicato a san Camillo, è opera di Francesco Ranno. Risaltano inoltre all'interno dell'edificio le formelle in bronzo della porta centrale e quelle della Via Crucis, alcuni candelieri che sono una testimonianza dell’artigianato locale, l'affresco del battistero e la Deposizione, opera di Rosario Campione Rocca che si trovava già nella vecchia chiesa del 1878.

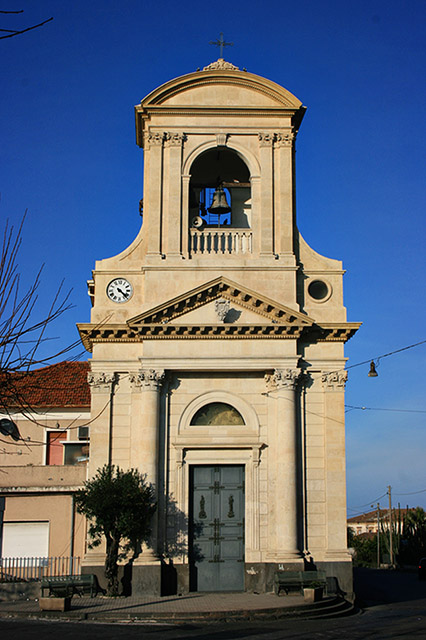
Chiesa di Maria Santissima di Porto Salvo nella frazione di Altarello

#### Altre chiese
In centro si trovano anche la chiesa di Maria Santissima delle Grazie e quella di Sant'Antonio alla Badia o della Presentazione al Tempio di Maria (1883), situata in via Parini; quest'ultima, essendo sede di un orfanotrofio, ospitava una ruota degli esposti.
Le chiese di Maria Santissima di Porto Salvo, nella frazione di Altarello e la chiesa di San Matteo apostolo a Trepunti, risalenti all'Ottocento, presentano dei graziosi prospetti neoclassici.
L'altra chiesa dedicata a san Matteo apostolo, quella cosiddetta "antica", sita sul tracciato della vecchia strada consolare, fu distrutta da un terremoto nell'Ottocento e poi restaurata sul finire del Novecento, grazie alla campagna stampa su un quotidiano catanese e sul settimanale La Tribuna di Giarre e all'interessamento dell'Archeoclub d'Italia. Presenta interessanti cripte, presumibilmente secentesche.
Le ricche chiese matrici delle frazioni di Macchia, San Giovanni Montebello, e San Leonardello, risalenti al XVIII secolo, testimoniano come tali borgate fossero centri attivi ed autonomi già durante il Settecento.

### Architetture civili

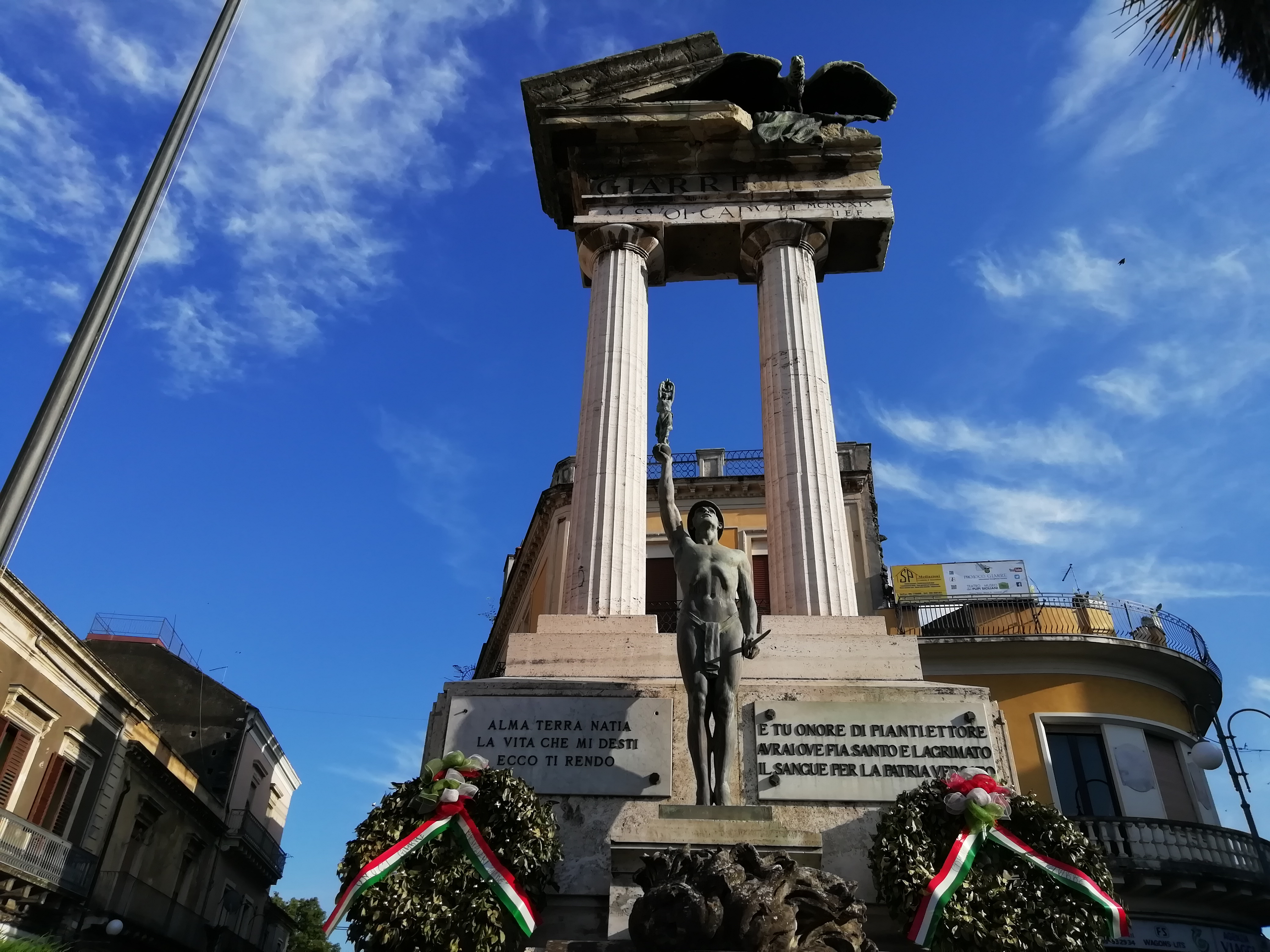
Il Monumento ai Caduti (1929)

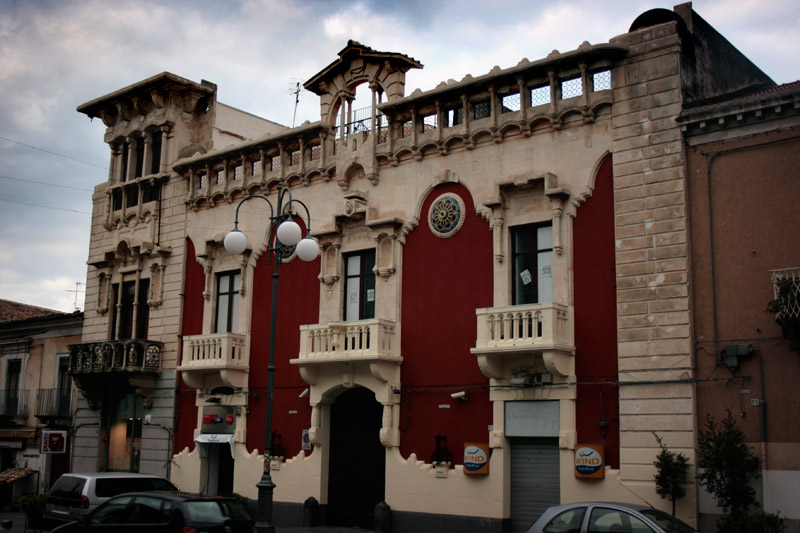
Il Palazzo Bonaventura (1927)

Nonostante la storia di Giarre sia relativamente recente, il centro storico, sviluppatosi nei secoli scorsi lungo le due direttrici perpendicolari delle attuali via Callipoli e corso Italia, rappresenta la maggiore attrattiva turistica della città, e piazza Duomo ne è il cuore pulsante. 
L'intera zona è costituita da strade di basolato lavico ed edifici patrizi sette-ottocenteschi; tra questi risaltano alcuni prospetti liberty come quelli di palazzo Bonaventura (ex Quattrocchi), dell'ex Centrale Idroelettrica Fratelli di Mauro e del palazzo Quattrocchi.
A pochi metri dal duomo si trova piazza Monsignor Alessi, ove è ubicato il monumento ai caduti della prima guerra mondiale, eretto nel 1929 dallo scultore Giuseppe Ciocchetti e al quale in seguito furono aggiunte delle lapidi in memoria delle vittime della seconda guerra mondiale. Lo spiazzo ospitava precedentemente una fontana artistica.

#### Altro
Numerose le ville e i parchi:
- Parco Chico Mendes.
- Parco degli Eroi.
- Parco Giardino di Macchia.

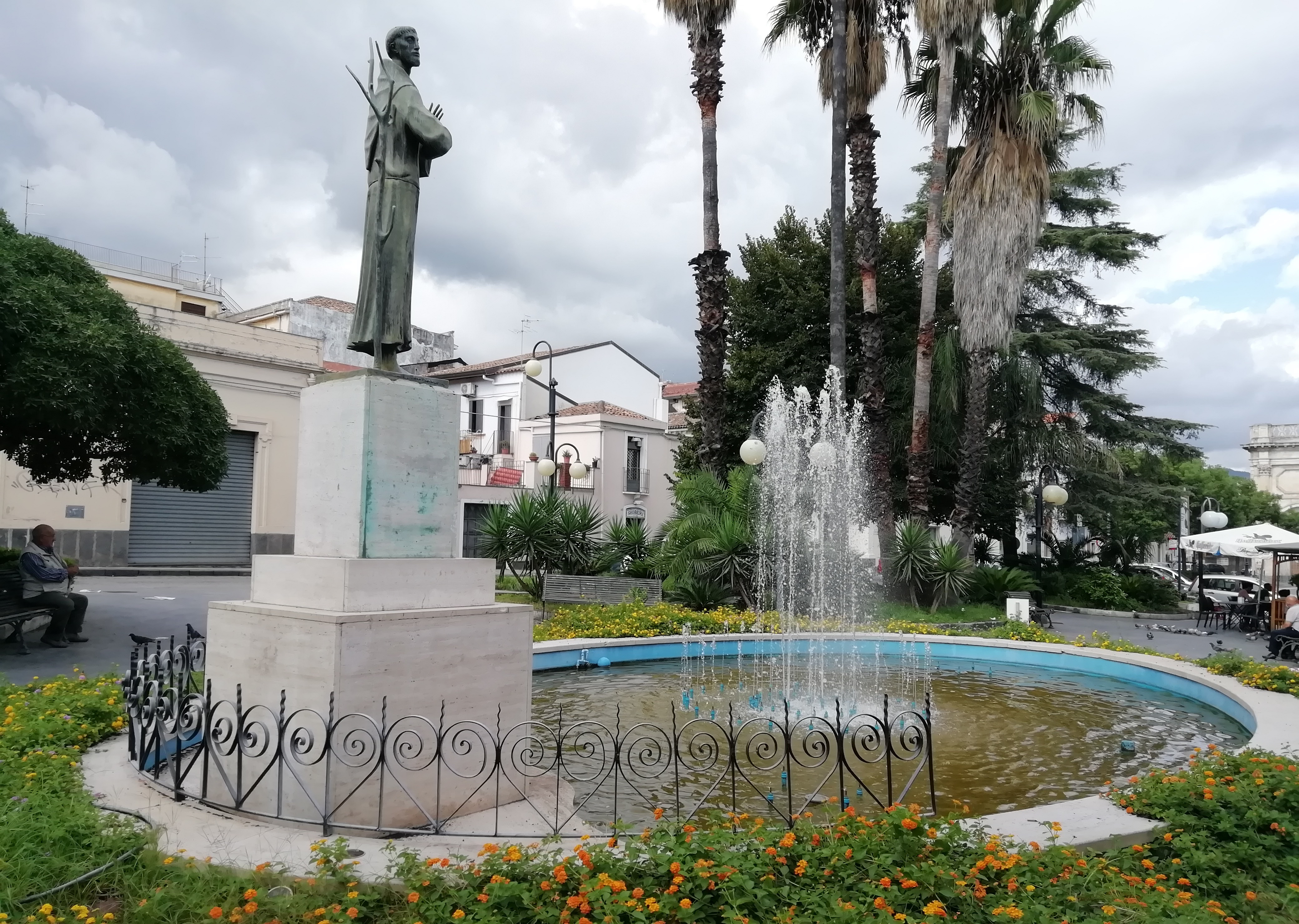
Fontana di villa San Francesco

- Parco Giardino di San Giovanni Montebello.
- Parco Jungo.
- Villa Giuseppe Garibaldi (meglio nota in siciliano come villa 'e varagghi, cioè "villa degli sbadigli"), annessa a piazza Duomo: ospita un busto dedicato all'eroe dei due mondi, una fontana con un putto e una lapide dedicata alle vittime della tragedia di Superga.
- Villa Margherita (meglio nota in siciliano come funnucu Baruni, cioè "fondaco Barone"), all'ingresso nord della città: è sede di una fontana opera dello scultore Antonio De Francesco, la quale si trovava precedentemente in piazza Monsignor Alessi. Tale opera, raffigurante una Sirena Domatrice, diede scandalo per la sua nudità all'epoca dell'inaugurazione e in occasione del trasferimento fu modificata da Mario Moschetti in Nettuno.
- Villa San Francesco d'Assisi (meglio nota in siciliano come villa 'o Cammunu, cioè "villa al Carmine"): ospita una fontana artistica con una statua dedicato al santo umbro, opera dello scultore catanese Domenico Tudisco.

## Società

### Evoluzione demografica
Abitanti censiti

Negli anni novanta la città subì un lieve calo demografico dovuto anche allo spostamento di una parte della popolazione nei vicini comuni di Riposto, Mascali, Fiumefreddo e Santa Venerina. Nei primi anni 2000 vi fu poi una ripresa nel numero di residenti.

### Etnie e minoranze straniere
Al 31 dicembre 2014 gli stranieri residenti a Giarre sono 1 302. Le comunità più numerose sono:
- Romania: 645
- Filippine: 206
- Cina: 59
- Bulgaria: 47

### Lingue e dialetti
Nella città, assieme alla lingua italiana, è spesso usata quella siciliana, nella variante orientale non metafonetica. Il dialetto giarrese e più in generale quello del comprensorio jonico della provincia (esclusa Calatabiano), è molto simile a quello catanese, da cui però si differenzia leggermente in alcune risoluzioni fonetiche oltre che in alcune peculiarità lessicali e grammaticali. Si pensi ad esempio all'aggettivo possessivo mo -mio/mia/miei/mie- usato al posto di me (es. mo patri anziché me patri -mio padre-).

### Religione

#### Cattolicesimo

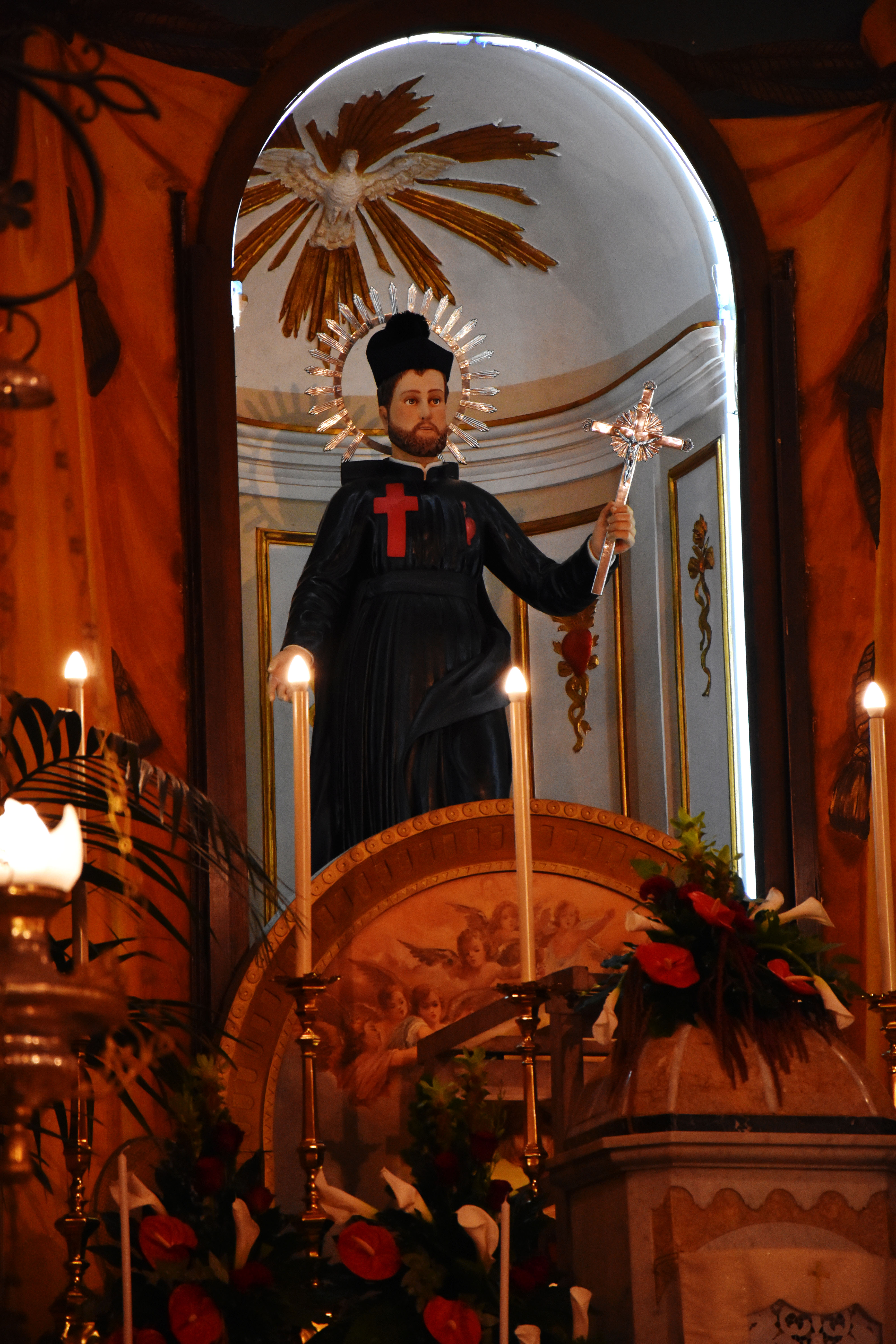
"Svelata" di San Camillo, il cui culto è radicato nel quartiere Peri

La religione di gran lunga più professata è quella cristiana nella sua confessione cattolica. La città è soggetta alla Diocesi di Acireale, suffraganea dell'arcidiocesi di Catania. Sant'Isidoro Agricola è l'unico patrono della città dal 1824, quando venne dichiarato tale da papa Leone XII, su pressante richiesta popolare, a seguito di due missive giunte in Vaticano, una da parte della Giunta, una da parte di 55 sacerdoti. Ogni anno, il 15 maggio si svolge una processione in suo onore: a lui è dedicato inoltre l'ospedale cittadino. Molto sentiti dai fedeli sono anche il culto di San Sebastiano, compatrono della città, e quello di Santa Rita da Cascia.
I giarresi sono inoltre legati alla figura di San Giovanni Bosco: a lui sono dedicati una scuola elementare del centro e una statua ubicata in largo Cismon del Grappa. Forte è anche la devozione verso San Camillo de Lellis, specie nel quartiere Peri.
Ciascuna frazione festeggia comunque il proprio protettore: Maria Santissima di Portosalvo, San Vito, Maria Santissima del Rosario, San Giovanni Battista, Maria Santissima della Libertà, Santa Maria della Strada, Santa Maria del Carmelo e San Matteo sono rispettivamente i patroni di Altarello, Macchia, Miscarello, San Giovanni Montebello, San Leonardello, Santa Maria la Strada, Sciara e Trepunti.
Rilevante per la vita delle varie comunità parrocchiali giarresi è la processione del Venerdì Santo che si snoda lungo la via Callipoli tra l'antica chiesa del Calvario dedicata a San Camillo e la Chiesa Madre.

#### Altre religioni
È presente una comunità evangelica delle Assemblee di Dio in Italia, che dispone anche dell'istituto "Betesda", riconosciuto dalla legge 22 novembre 1988, n. 517.

### Tradizioni e folclore

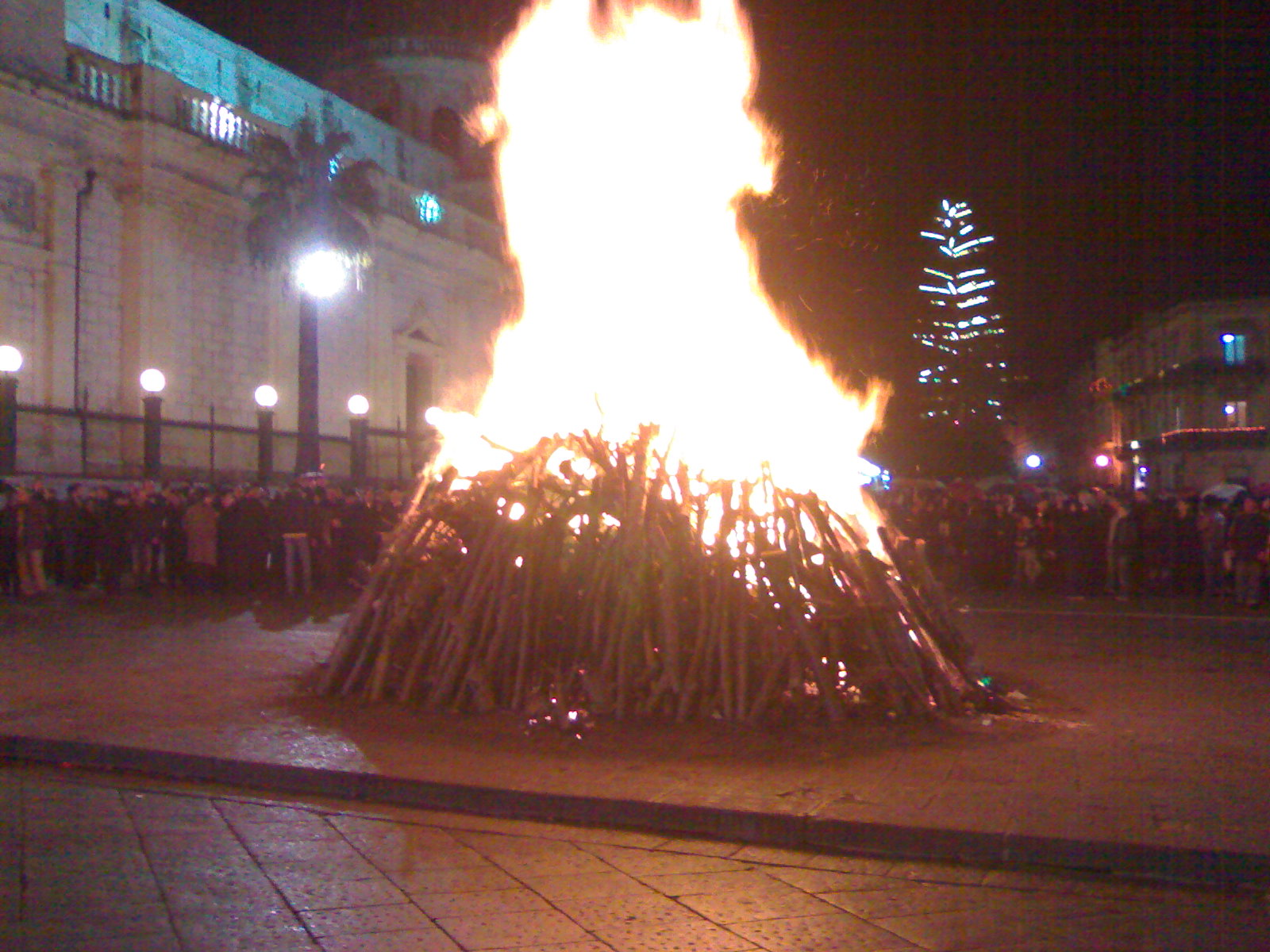
Lo zuccu della notte di Natale, 2007

Le antiche tradizioni legate al mondo contadino e alle celebrazioni religiose, menzionate anche da Giuseppe Pitrè, sono ormai quasi del tutto scomparse. Nell'odierna città, infatti, non avrebbero più il valore che avevano nella società rurale. Oggi l'usanza più viva e sentita è certamente 'u zuccu, un grande ceppo acceso in Piazza Duomo la vigilia di Natale, a cui la popolazione assiste numerosa ogni anno.

### Istituzioni, enti e associazioni

#### Sanità
La città di Giarre, già nell'Ottocento vantava la presenza di ben due ospedali, il primo nella frazione di San Giovanni Montebello (costruito intorno al 1830), il secondo (progettato nel 1865) a Giarre centro. I due enti ospedalieri furono poi riuniti in uno solo alla fine del secolo. 
A Giarre vi era anche un lazzaretto (più volte sede di cordoni sanitari in occasione di epidemie), sito in via Cecchina, alle spalle dell'odierno corso Messina, ed ancora oggi visibile.
Oggi la città di Giarre è sede di uno dei distretti sanitari dell'AUSL3 di Catania a cui fanno capo dieci comuni dell'hinterland jonico-etneo con una popolazione complessiva di circa 120.000 abitanti. La struttura ospedaliera principale è il vasto complesso "San Giovanni di Dio e Sant'Isidoro", progettato per far fronte ad un vasto bacino d'utenza e per anni annoverato tra le opere incompiute della cittadina jonica. Esso è sito in via Forlanini, nella vicina frazione di Macchia. Nella stessa frazione si trova anche l'Istituto Evangelico "Betesda", con annessa una grande casa di riposo ed assistenza per anziani.

### Qualità della vita

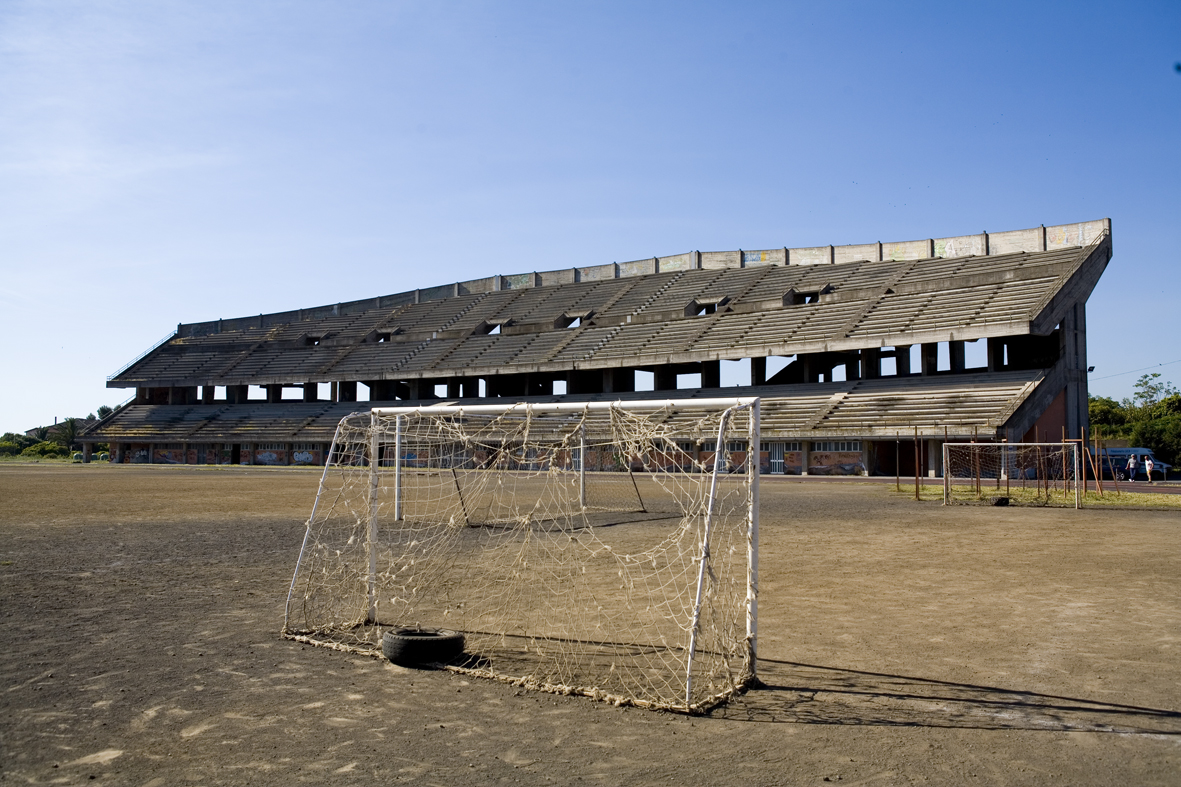
Spalti dello stadio da polo

Giarre è stata considerata dalla stampa nazionale e internazionale come la "capitale dell'incompiuto", a causa dell'elevato numero di opere pubbliche incompiute presenti sul territorio in rapporto alla popolazione. Alcune di queste architetture, come lo stadio da polo, sono vere e proprie cattedrali nel deserto, costruite con l'unico obiettivo di attirare e gestire fondi pubblici sul territorio.
La situazione è parzialmente migliorata negli ultimi dieci anni. Sono stati ultimati e risultano in funzione al 2025: il centro diurno di via Berlinguer, il tribunale di corso Europa (successivamente divenuto sede di archivi giudiziari), l'ospedale Sant'Isidoro, il mercato dei fiori nella frazione di Trepunti (convertito in autoparco comunale) e la casa-albergo per anziani di via Federico II di Svevia (con destinazione d'uso mutata a uffici comunali). Altre opere rimangono però incomplete: dallo storico teatro nuovo alla piscina olimpionica con annesso centro polifunzionale di Trepunti, alla bambinopoli presso il parco "Chico Mendes". Il parcheggio multipiano di piazza Jolanda, dopo esser stato completato, è inutilizzato.

## Cultura

### Istruzione

#### Biblioteche
Giarre dispone della biblioteca comunale "Domenico Cucinotta", che ha sede in via principessa Jolanda, in pieno centro storico, e custodisce oltre 30.000 volumi, tra cui anche libri settecenteschi. L'ente ha due sedi periferiche nelle frazioni di Macchia e San Giovanni Montebello.
Da menzionare inoltre la biblioteca-archivio storico del Duomo, ove sono conservati numerosi documenti sulla storia cittadina.

#### Scuole
Giarre è sede, insieme alla contigua Riposto, di un alto numero di istituti d'istruzione scolastica; per quanto riguarda l'istruzione universitaria, la città si avvale dei vicini atenei di Catania, Enna e Messina. In passato ha ospitato il Corso di laurea triennale per Traduttori e Interpreti facente parte dela Facoltà di Lettere e Filosofia dell'Università di Catania. È attiva infine l'Unitre (università per la terza età).

#### Musei
Nel territorio giarrese sono presenti diversi musei:
| Musei |
| --- |
| - Museo del Presepio, attivo maggiormente durante periodo natalizio, è curato dalla sezione locale dell'AIAP ed ospita circa cento opere provenienti da tutto il mondo. - Museo degli Usi e Costumi delle Genti dell'Etna, nella frazione di Macchia, è stato fondato nel 1995. Esso custodisce numerosi oggetti appartenenti alla vita contadina etnea dei secoli scorsi. Nei locali del museo è stata ricostruita fedelmente una tipica abitazione rurale di fine Ottocento. - Museo Etneo delle Migrazioni, allestito nel 2008 presso il Palazzo delle Culture. - Museo-Teatro dell'Opera dei Pupi, nella sede della Pro-loco. |

Giarre inoltre ospitava fino al 2015 l'Acquario Mediterraneo, sito in piazza Giuseppe Mazzini, 1, in un edificio a tre piani. Quest'ultimo era stato inaugurato nel 2003 ed ospitava circa 500 esemplari di fauna ittica.

### Media
Tra le testate giornalistiche di un certo rilievo storico, sorte in diverse epoche, vanno ricordate Il Piccolo Intransigente, Stella Polare, Il Popolo, Sale e Pepe, Il Gazzettino Etneo, Giarre Sera, La Tribuna di Giarre, oltre ai periodici il Cittadino Oggi, In Provincia e Il Pensiero. Giarre ha annoverato inoltre varie emittenti televisive, oggi non più in funzione o la cui sede è stata trasferita altrove, quali REI (sia come TV che come radio), Telepira, Teleradio Universal e Antenna Evangelo, oltre che varie emittenti radiofoniche quale Idea Radio.
A Giarre è presente la sede di Prima TV, emittente "sorella" di Teleradio Acireale e viene pubblicato il settimanale Gazzettino di Giarre nonché la sua trasposizione on line, il Gazzettinonline. Inoltre, dal 2011 è presente una redazione locale del mensile Paesi Etnei Oggi.
In città sono inoltre presenti due emittenti radiofoniche: Radio Universal, che ha mutato il nome da quello originario di Radio Universal Giarre (nata nel 1975) e Radio Evangelo Buon Seme, stazione comunitaria della Chiesa Cristiana Evangelica "Assemblee di Dio in Italia", con sede nella frazione di Macchia (nata nel 1976).

### Arte
A Giarre è ambientato l'excipit del romanzo Tigre reale di Giovanni Verga.

### Teatro
Giarre dispone di due teatri, il Rex e il Garibaldi. Particolarmente vivo il teatro dialettale, di cui si svolge anche una rassegna annuale nella frazione di Macchia ("Premio Mons. Salvatore Giuffrida").

### Cinema
Occasionalmente parti del territorio comunale sono state utilizzate come set cinematografico, ad esempio per i film Un bellissimo novembre (1969), La sbandata (1974), Italy: Love It, or Leave It (2011).

### Musica
Operano in città l’Associazione musicale "Giacomo Puccini - Città di Giarre", con la sua formazione orchestrale di fiati di circa 35 membri ed ensemble vari, il gruppo folkloristico siciliano Kallipolis Città di Giarre e la Corale Polifonica Jonia e vari altri gruppi vocali.

### Cucina
Accanto a prodotti come crispelle, zeppole di riso, arancini, paste di mandorla e granite, tipici della tradizione siciliana, troviamo un prodotto unico, tipico appunto di Giarre e Riposto, e cioè il cor'i cani (in italiano cuore di cane), una particolare bibita a base di granita al limone e acqua (cui si può aggiungere anche menta, per renderla ancora più dissetante).

### Eventi

#### Sagre
Numerose sono le sagre rionali, come quella delle ciliegie e delle rose di Macchia e quella del pomodoro di Altarello.

## Geografia antropica

### Suddivisioni storiche

#### Duomo - Camposanto vecchio
Il centro cittadino, quartiere che si estende sulle vie adiacenti a piazza Duomo e alla piccola chiesa di san Filippo Neri, è una zona principalmente occupata da abitazioni, banche e negozi.
Alle spalle della Chiesa Madre sorge invece l'antico quartiere di Camposanto Vecchio, che anticamente costituiva il cimitero cittadino. Nei primi anni 2000 è stata attivata una riqualificazione della zona voluta dall'ente comunale e dagli stessi abitanti. Motivo principale della riqualificazione è la fama che il quartiere ha avuto per anni, soprattutto durante il dopoguerra, quando era uno dei quartieri più malfamati della città. La situazione oggi è diversa, alcuni scavi archeologici hanno restituito ai cittadini antiche cripte che sono visibili al pubblico, mentre la zona centrale del quartiere (piazza De Andrè, già piazza Marino) è stata protagonista di eventi musicali che l'hanno rivalutata.

#### Carmine
È il quartiere più grande per espansione di tutto il centro storico giarrese, ed ha il suo epicentro nella Chiesa di San Francesco d'Assisi, conosciuta dai cittadini come il Carmine. La piazza antistante è stata rimodernata nel 2008.
Grazie alla sua posizione centrale rispetto ad altre zone della città, ha da sempre goduto di un alto tasso di popolazione. Si considera parte dell'agglomerato urbano del Carmine anche il vecchio quartiere "Stazione", che comprendeva le abitazioni ed attività commerciali adiacenti alle stazioni della Ferrovia dello Stato e della Ferrovia Circumetnea.

#### Corso Italia
Quartiere occupato maggiormente da uffici, banche e da negozi di abbigliamento, è molto trafficato di giorno in quanto è la più importante delle tre zone commerciali della città; Corso Italia, insieme alla vicina Via Callipoli, è considerato il maggior centro finanziario di Giarre, oltre ad esserne il "salotto".
All'interno dell'area del Corso Italia vi è il quartiere storico di "Santu Sidurittu"; vi è presente ancora oggi una piccola cappella con la statua del patrono cittadino.

#### Ospedale
Quartiere creatosi a ridosso del vecchio ospedale di Giarre come naturale continuazione del centro storico; vi si nota la differenza architettonica fra esso e il centro poiché è la prima zona in cui, oltre alle abitazioni di vecchio tipo, si uniscono le prime palazzine condominiali.

#### Convento
Una delle zone più antiche di Giarre, prende il nome da un vecchio convento ormai chiuso. All'interno del quartiere vi è il Palazzo delle Scienze e una delle sedi del Comune.

#### Satellite - Regina Pacis
Si trova nella parte ovest della città, ed è l'unione di due quartieri più piccoli. La zona Regina Pacis inizia dalla parte alta di via Don Minzoni lungo le vie adiacenti alla chiesa omonima, mentre Satellite è un quartiere popolare che si trova alla fine della strada che porta verso Macchia. La crescita di tale quartiere ha creato una continuità urbana fra il centro storico e la frazione di Macchia, destinando quest'ultima a diventare un quartiere periferico della città.

#### San Camillo
Il boom economico ha portato all'espansione e all'aumento di popolazione in questa zona di città, che si sviluppa lungo le vie Aldo Moro e don Luigi Sturzo. Conosciuta precedentemente con il nome di frazione Peri (i Pira in siciliano), oggi viene chiamata così per via della chiesa di San Camillo, punto di riferimento del quartiere. Ospita lo Stadio Regionale.

#### Jungo
È stato definito più volte come "città nella città", poiché a differenza del centro cittadino, il quartiere Jungo si è interamente sviluppato negli anni ottanta e novanta come alternativa alle zone centrali. All'interno vi sono luoghi d'interesse come la Chiesa Gesù Lavoratore (la più popolosa della diocesi di Acireale), il viale Libertà (terza zona commerciale della città), i maggiori edifici scolastici e due strutture pubbliche che portano il nome del quartiere. Più a sud una forte espansione di edilizia Peep ha dato vita ad una nuova zona: tale parte di città viene considerata un prolungamento del quartiere Jungo, tanto da essere chiamata "zona Peep-Jungo", o semplicemente "zona Peep".

#### Via Trieste
Tale quartiere è situato nella parte sud di via Trieste, ed è composto quasi interamente da alte palazzine di edilizia popolare; confinante con il comune di Riposto, ha subito un'ulteriore espansione con il prolungamento di via Romagna, oltre all'evoluzione demografica della vicina zona Peep-Jungo.

#### Frazioni
Nella zona collinare pedemontana, prevalentemente coltivata a frutteto (agrumeti, vigne, ecc.) ad ovest della città, si trovano le frazioni di San Giovanni Montebello, Miscarello, Sciara e buona parte dell'abitato di Tagliaborse.
Dirigendosi quindi verso il centro cittadino si incontra Macchia, che rappresenta la frazione più popolosa del comune, oggi unita urbanisticamente a Giarre grazie ai quartieri popolari sorti negli anni sessanta (quartiere Regina Pacis).
Le frazioni di Altarello, Carruba e Trepunti, a sud di Giarre, rappresentano un triangolo di recente forte espansione edilizia che prelude alla prossima trasformazione delle prime due in ulteriori quartieri cittadini periferici.
Santa Maria la Strada e San Leonardello si trovano rispettivamente all'ingresso nord e sud del territorio comunale lungo la Strada Statale 114.

## Economia
Il settore trainante dell'economia della città è il commercio. Giarre infatti è da considerarsi il principale emporio commerciale nel territorio settentrionale della città metropolitana di Catania (specialmente da Acireale a Randazzo) e dei centri della parte meridionale della città metropolitana di Messina (con una certa influenza che va via via riducendosi sino a Roccalumera). L'importanza commerciale della città è dovuta principalmente alla posizione geografica molto favorevole, perché al centro di una zona molto popolata, e anche dal fatto che ha tre sistemi modali di comunicazione (autostrada-ferrovia-porto nell'adiacente Riposto). Nell'immediato dopoguerra, grazie alla lungimiranza di alcuni commercianti che investirono in grandi ed eleganti punti vendita, Giarre diventò il principale centro commerciale della fascia ionica (dopo i capoluoghi) attraendo interesse da una vastissima zona e anche dai capoluoghi. Le attività commerciali sono concentrate nel centro storico fra via Callipoli, corso Italia e viale Libertà ed in prossimità del casello autostradale.

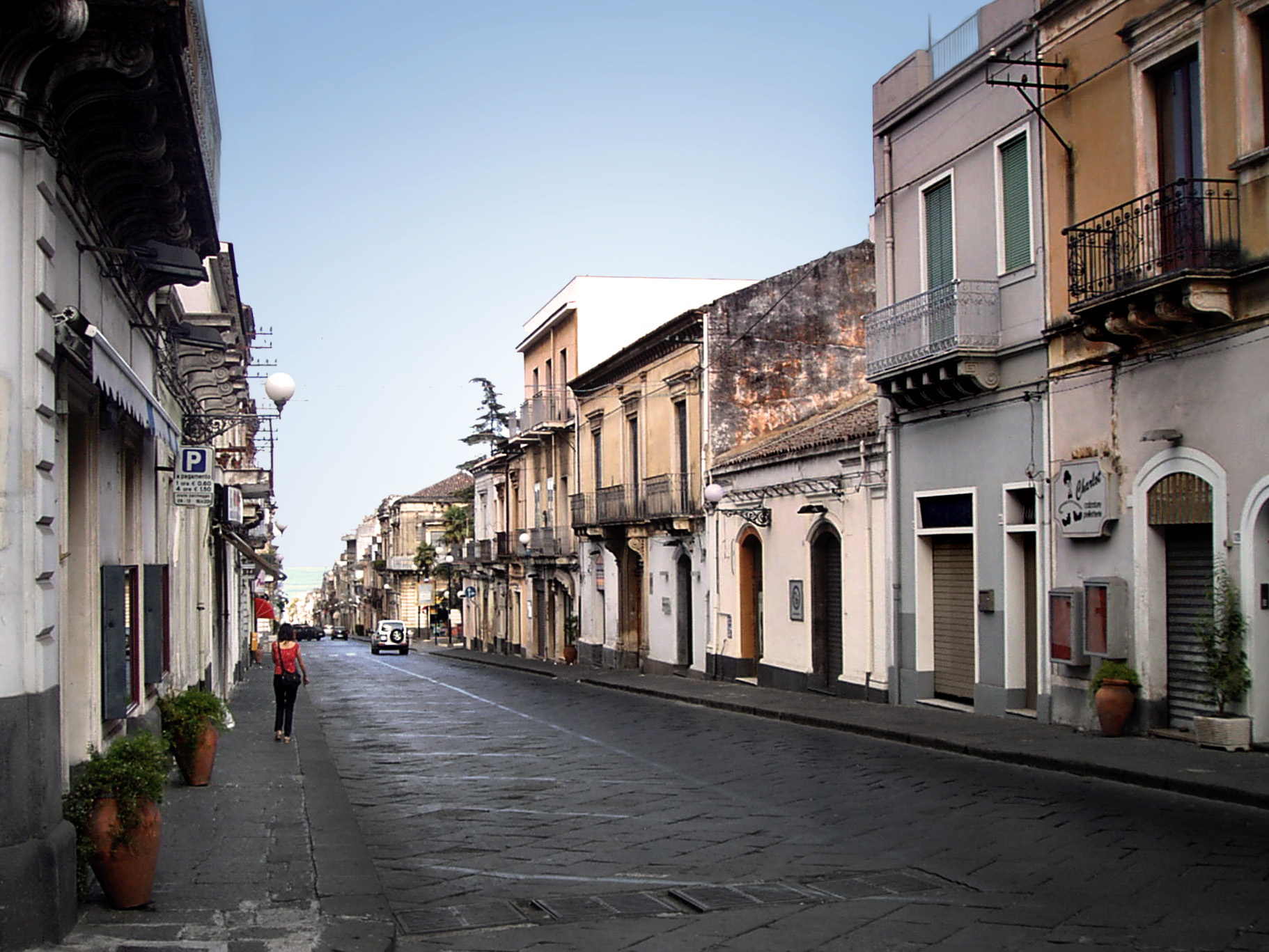
Scorcio del Corso Italia

Altri settori importanti sono l'agricoltura nel primario, l'alimentare, l'artigianato e l'edilizia nel secondario. L'economia agricola fa perno sulla produzione di patate, limoni e agrumi in genere, cereali e vino. A Giarre, nella zona nord della città, si trova uno dei grandi mercati ortofrutticoli all'ingrosso della riviera ionica. Le patate di Giarre, precoci e di alta qualità, durante il ventesimo secolo hanno assunto un significativo ruolo socio economico dell'intera zona di produzione, che si estendeva da Taormina ad Acireale, con il centro principale ancorato tra Giarre e Riposto.
L'industria giarrese, prevalentemente alimentare, è specializzata nella produzione di pasta, dolci e nella trasformazione dei prodotti agricoli. Molto rilevante è stata in passato il settore meccanico legato alla
trasformazione dei prodotti alimentari. Sono da menzionare nella fattispecie due esempi su tutti: il primo
quello della ditta Speciale, fondata dal Cav. Francesco e afferente l'industria agrumaria, che ideò, inventò e costruì, brevettandola, la prima macchina meccanica per l'estrazione degli oli essenziali dai limoni; l'altro quello della ditta Alia, oggi trasferitasi nell'Italia settentrionale ma operante a Giarre per lungo periodo, che ha ideato e brevettato un macchinario volto alla sgusciatura della frutta secca. Non bisogna poi dimenticare, per la rilevanza nazionale assunta, l'industria dolciaria Dolfin della famiglia Finocchiaro, titolare della produzione sia di uova pasquali che dei famosi Polaretti e Granigel. Molto fiorente è anche l'attività florovivaistica.
È particolarmente sviluppata e rinomata la produzione artigianale di oggetti in ferro battuto, di giare in terracotta, di manufatti in pietra lavica adeguatamente ceramizzati e decorati e di oggetti in legno lavorato. Lavori pregevoli si trovano anche nel settore dell'oreficeria. Molto sviluppato è anche il settore artigianale edile, con decine di imprese operante su tutto il territorio regionale e nazionale.
Dagli anni '80 il settore terziario e dei servizi si è potenziato, con le sedi di diversi uffici periferici dello Stato. Tra questi sono da annoverare: il tribunale (quale sede staccata della procura della repubblica di Catania), l'agenzia delle entrate, l'Inps-Inail, il polo catastale sperimentale dell'Agenzia del Territorio, la sede territoriale della Serit Sicilia. Vi è stato inoltre un incremento delle attività ricettive, con l'apertura di numerosi bed & breakfast e di aziende agrituristiche.

## Infrastrutture e trasporti

### Strade
I collegamenti stradali principali della città sono l'autostrada A18 (casello Giarre, che si trova nella frazione di Trepunti) e la strada statale 114, l'antica consolare Pompeia, che fino al '700 attraversava, più a monte, l'antica Mascali e la frazione di Macchia. Essa fu deviata in modo da passare all'interno del borgo di Giarre, il quale crebbe così d'importanza.

### Ferrovie

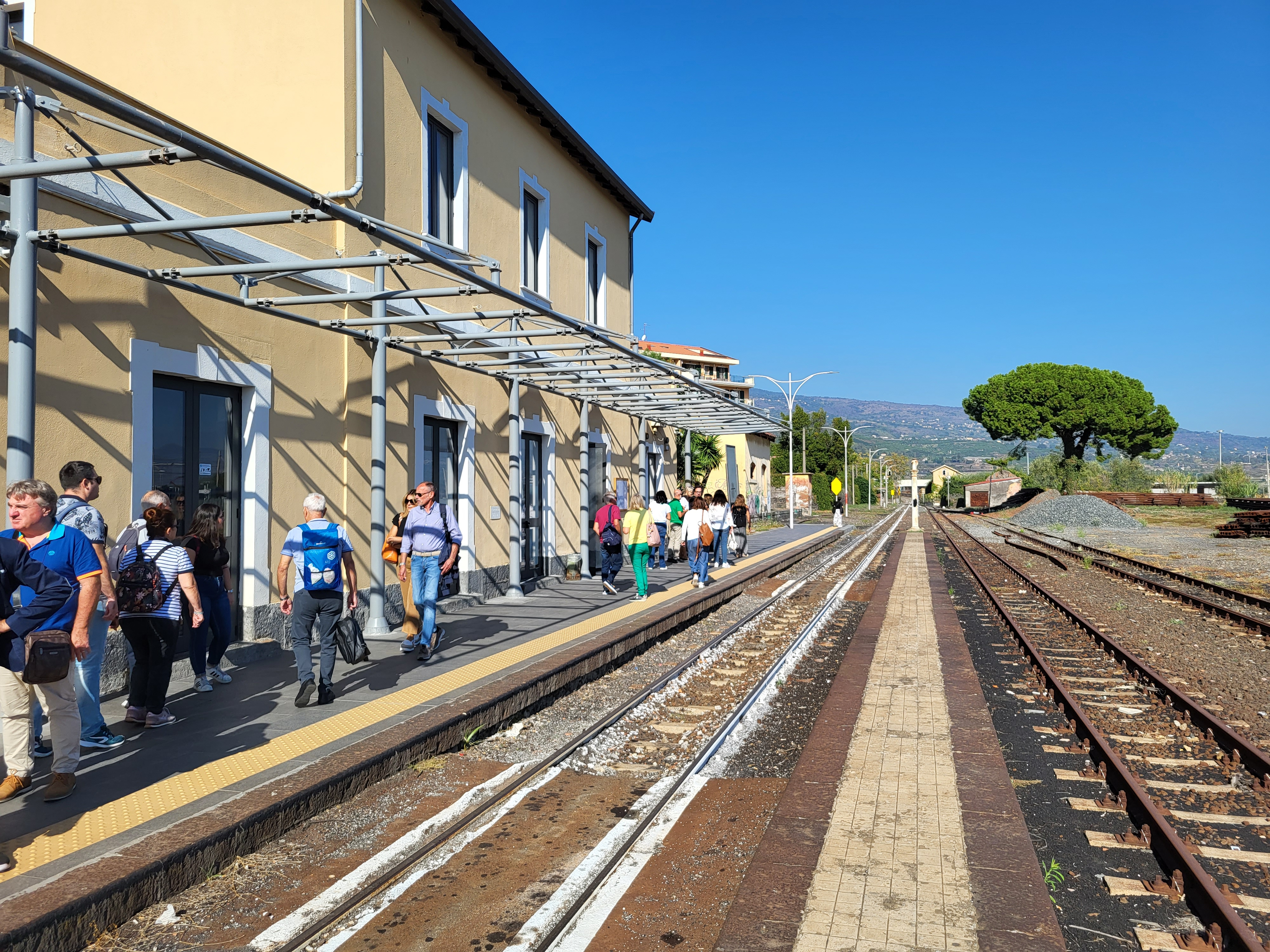
La stazione di Giarre della Ferrovia Circumetnea.

La stazione giarrese delle Ferrovie dello Stato venne inaugurata nel 1867 col nome di Giarre, mentre nel 1940 assunse il nome di Ionia; dopo la caduta del fascismo fu ribattezzata Giarre-Riposto, nome che persiste ancora oggi. Ai giorni nostri offre un'ampia scelta di treni regionali e a lunga percorrenza, essendo fermata fissa della ferrovia Messina-Siracusa e dei treni Intercity ed Intercity Notte, che collegano il capoluogo aretuseo a Roma. La città ospita inoltre due stazioni della ferrovia Circumetnea (Giarre e Villa di Giarre), la quale permette di raggiungere Linguaglossa e Randazzo nonché, aggirando l'Etna, Adrano, Bronte e Catania.

### Porti
La città si avvale anche della presenza del vicino porto di Riposto, un tempo di vitale importanza per tutto il comprensorio ai fini della esportazione dei vini dell'Etna e dei prodotti dell'agricoltura.

### Aeroporti
Per il traffico aereo la città si avvale dell'aeroporto di Catania-Fontanarossa, a circa 30 km e del nuovo eliporto comunale, realizzato all'interno dello stadio di atletica leggera, grazie ai fondi della protezione civile. Attualmente è attivo ed utilizzato principalmente per operazioni di elisoccorso, ma è ancora in fase di sviluppo; il progetto finale vedrà il miglioramento della strada d'ingresso e l'installazione di dispositivi per l'atterraggio ed il decollo in fase notturna, non escludendo un futuro utilizzo a livello civile.

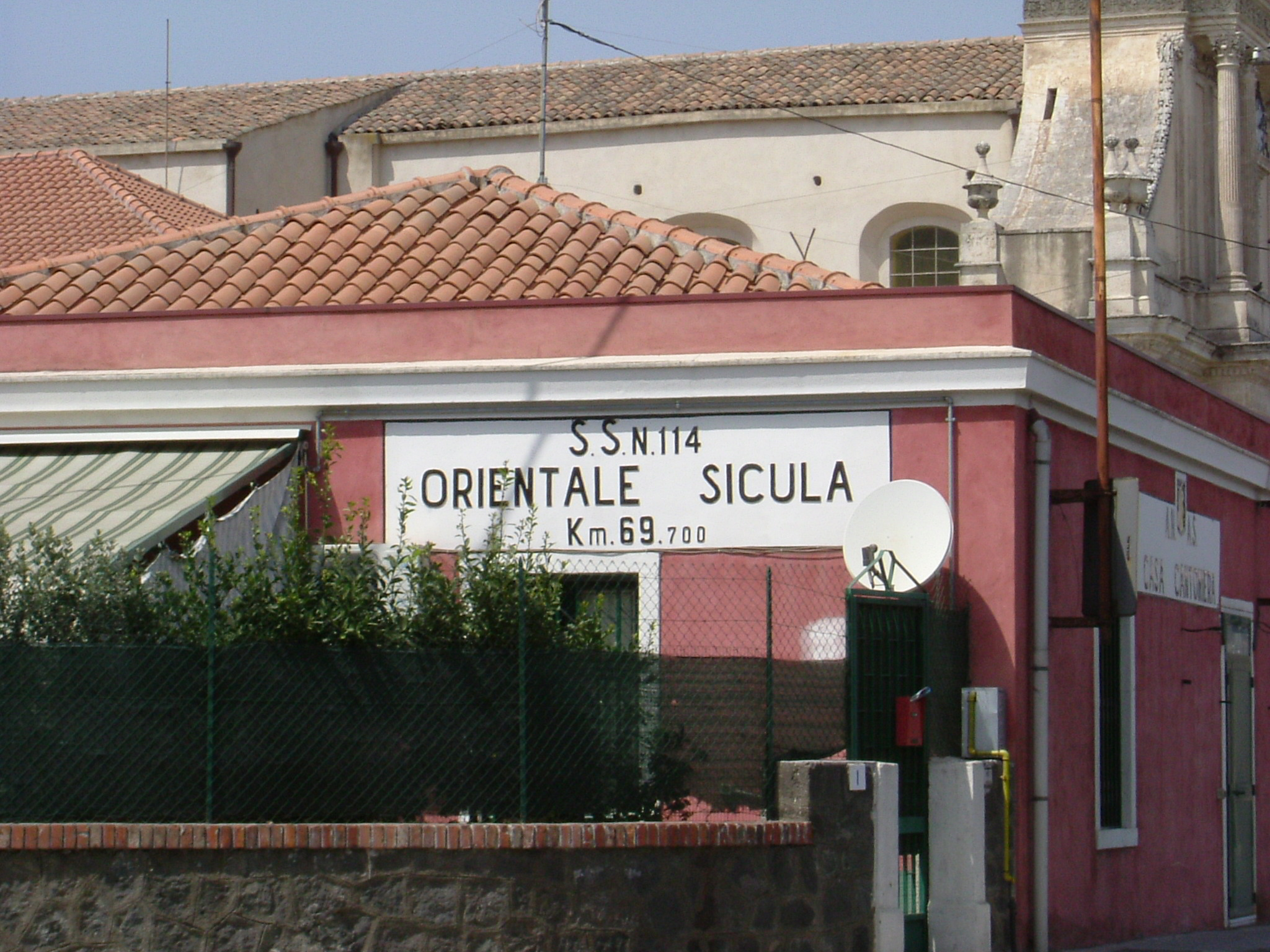
Casa cantoniera della frazione Trepunti.

### Mobilità urbana
In ambito urbano esiste un problema generale di viabilità, causato dal traffico pesante sulla strada statale 114 e dalla mancanza di vie alternative allo scorrimento urbano, anche per raggiungere i comuni vicini. A tal proposito per molti anni si è parlato della costruzione di una circonvallazione "Intercomunale Jonica", da realizzare a partire da strade già esistenti, che possa collegare il casello giarrese di Trepunti a Carrabba e alle località marittime mascalesi, destinazione di molti viaggiatori durante la stagione estiva. È stato inoltre progettato il casello autostradale "Giarre Nord - Mascali" che, insieme a quello già esistente, potrebbe garantire un miglior deflusso veicolare, diminuendo drasticamente il traffico pesante agli ingressi sud della città.
Per quanto riguarda i mezzi pubblici su strada, esistono dei servizi di autobus che collegano Giarre con le sue frazioni nonché con i comuni vicini e con i principali centri regionali e nazionali.

## Amministrazione

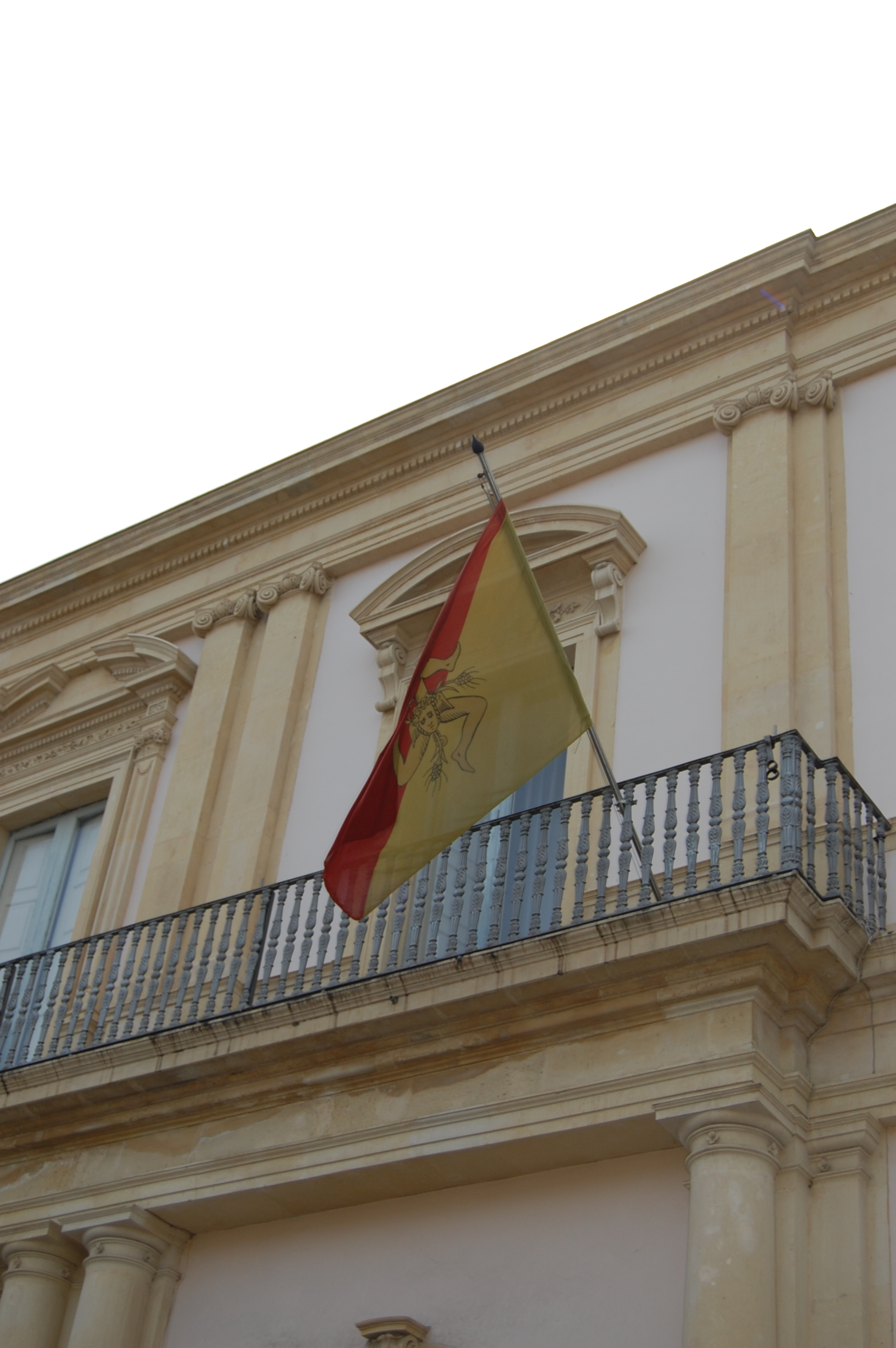
La bandiera siciliana sventola presso il municipio

### Altre informazioni amministrative
Il comune di Giarre fa parte delle seguenti organizzazioni sovracomunali:
- Regione agraria n.7 (Colline litoranee di Acireale)[30]
- Distretto Taormina-Etna[31]

### Sindaci
| Periodo         | Periodo         | Primo cittadino           | Partito                        | Carica                    | Note |
| --------------- | --------------- | ------------------------- | ------------------------------ | ------------------------- | ---- |
| 1946            | 1952            | Biagio Andò               | Partito Socialista Italiano    | Sindaco                   |      |
| 1952            | 1975            | Giuseppe Russo            | Democrazia Cristiana           | Sindaco                   |      |
| 1975            | 1976            | Vincenzo Mangano          |                                | Sindaco                   |      |
| 1976            | 1987            | Nello Cantarella          |                                | Sindaco                   |      |
| 1988            | 1990            | Giuseppe Russo            | Democrazia Cristiana           | Sindaco                   |      |
| 1990            |                 | Nicolò Finocchiaro        |                                | Sindaco                   |      |
| 1990            | 1991            | Giuseppe "Pippo" Pagano   | Democrazia Cristiana           | Sindaco                   |      |
| 1991            | 1993            | Antonino "Nino" Incardona | Democrazia Cristiana           | Sindaco                   |      |
| 1993            | 1994            | Filippo Cavallaro         | Democrazia Cristiana           | Sindaco                   |      |
| 1994            | 2003            | Giuseppe "Pippo" Toscano  | Partito dei Comunisti Italiani | Sindaco                   |      |
| 2003            |                 | Claudio Sammartino        |                                | Commissario straordinario |      |
| 2003            | 2013            | Concetta Sodano           | Movimento per l'Autonomia      | Sindaca                   |      |
| 2013            | 2016            | Roberto Bonaccorsi        | Il Popolo della Libertà        | Sindaco                   |      |
| 13 aprile 2016  | 20 giugno 2016  | Ernesto Bianca            |                                | Commissario prefettizio   |      |
| 20 giugno 2016  | 11 ottobre 2021 | Angelo D'Anna             | lista civica Città Viva        | Sindaco                   |      |
| 11 ottobre 2021 | in carica       | Leonardo Cantarella       | liste civiche di destra        | Sindaco                   |      |

### Gemellaggi
- Cismon del Grappa, dal 1969

Un pezzo di storia lega Giarre a Cismon del Grappa, paese vicentino (già comune autonomo, oggi frazione di Valbrenta) con il quale è gemellato dal 1969. Una storia che risale al primo conflitto mondiale, quando alcune centinaia di abitanti della località veneta, occupata dagli austriaci dopo la disfatta di Caporetto, trovarono rifugio ed ospitalità a Giarre.

## Sport
Lo sport rappresenta una componente importante della vita cittadina, tanto che durante la XVII Olimpiade, la fiaccola olimpica, portata da Siracusa a Roma, fece il suo passaggio per la città retta da tedofori locali.
Uno dei maggiori eventi sportivi cittadini è rappresentato dalla cronoscalata Giarre-Montesalice-Milo, che attrae ogni anno numerosi spettatori. Essa è organizzata ogni anno in collaborazione con l'amministrazione comunale milese.

### Squadre

Il della stagione 1987-88, artefice della storica promozione in Serie C1.

Lo sport più seguito è il calcio. La principale squadra calcistica della città è l'A.S.D. Giarre Calcio, militante nel campionato regionale di Eccellenza, che aveva raggiunto negli anni ottanta la serie C. Nel calcio femminile invece la città ha avuto una squadra, denominata AS Atletico Giarre, che per alcuni anni ha militato nel campionato di serie C. Di recente diffusione il calcio a 5, con la presenza di due compagini, entrambi militanti nel campionato provinciale di serie D della FIGC dall'anno sportivo 2010/11: il Giarre FC, appartenente alla società già operante nel calcio a 11 in Eccellenza, e l'A.S.D. Real Giarre 2010.
Altri sport praticati sono la pallavolo, con la squadra maschile della Libertas Giarre che ha militato in serie A e quella femminile dell'SP Energia Siciliana Giarre, e la pallacanestro, con il Basket Giarre (serie C Regionale).

### Impianti sportivi
Giarre dispone per il calcio, dello stadio regionale di via Olimpia, capace di contenere 6.500 spettatori, e del campo di allenamento di San Giovanni Montebello. Si avvale anche di un palazzetto dello sport, il Palajungo (1.000 spettatori) per pallavolo e basket e di una tensostruttura, il Palagiarre (2 000 spettatori) per il basket ed il pattinaggio.

## Galleria d'immagini

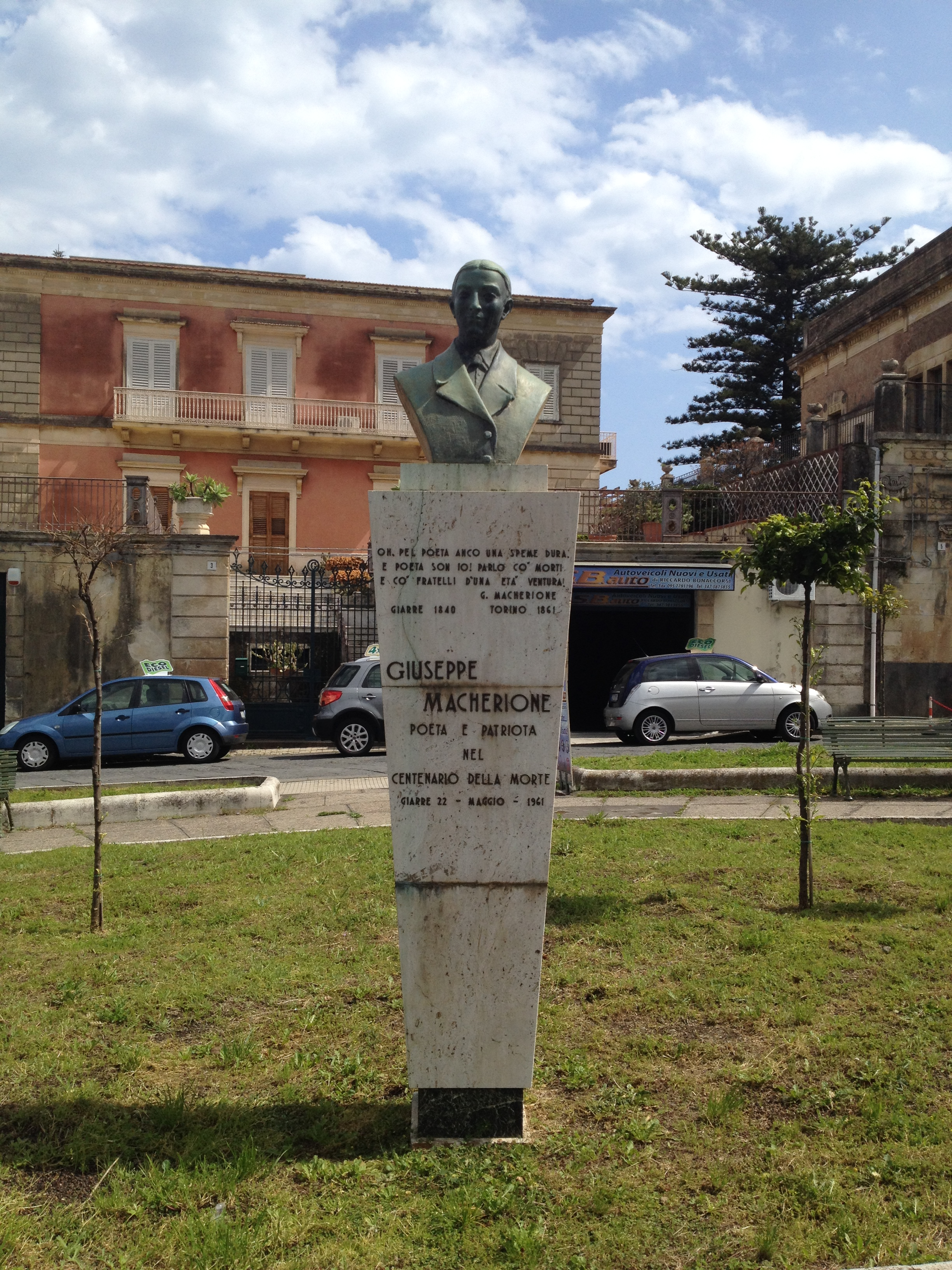
Busto di Giuseppe Macherione
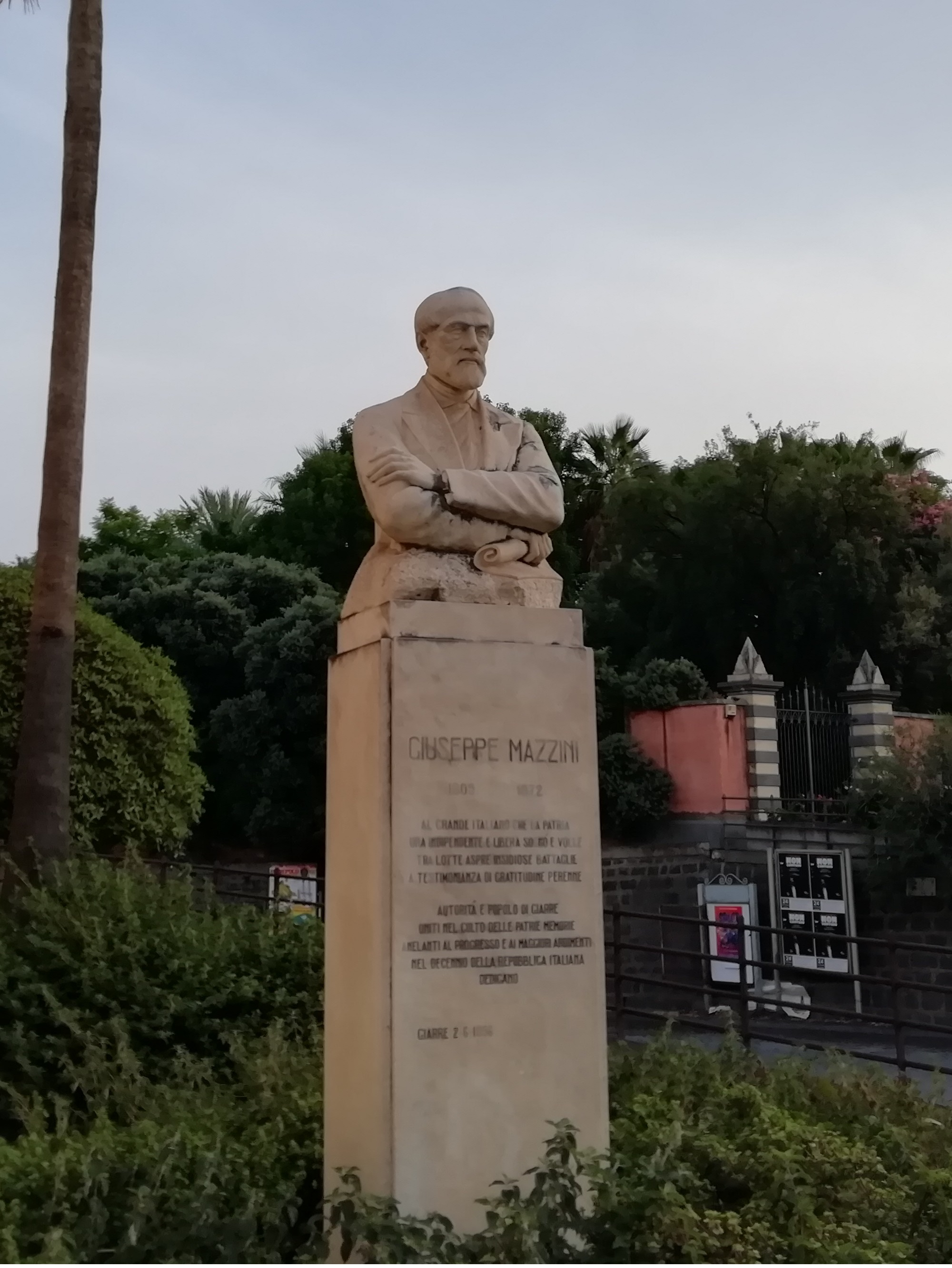
Busto di Giuseppe Mazzini
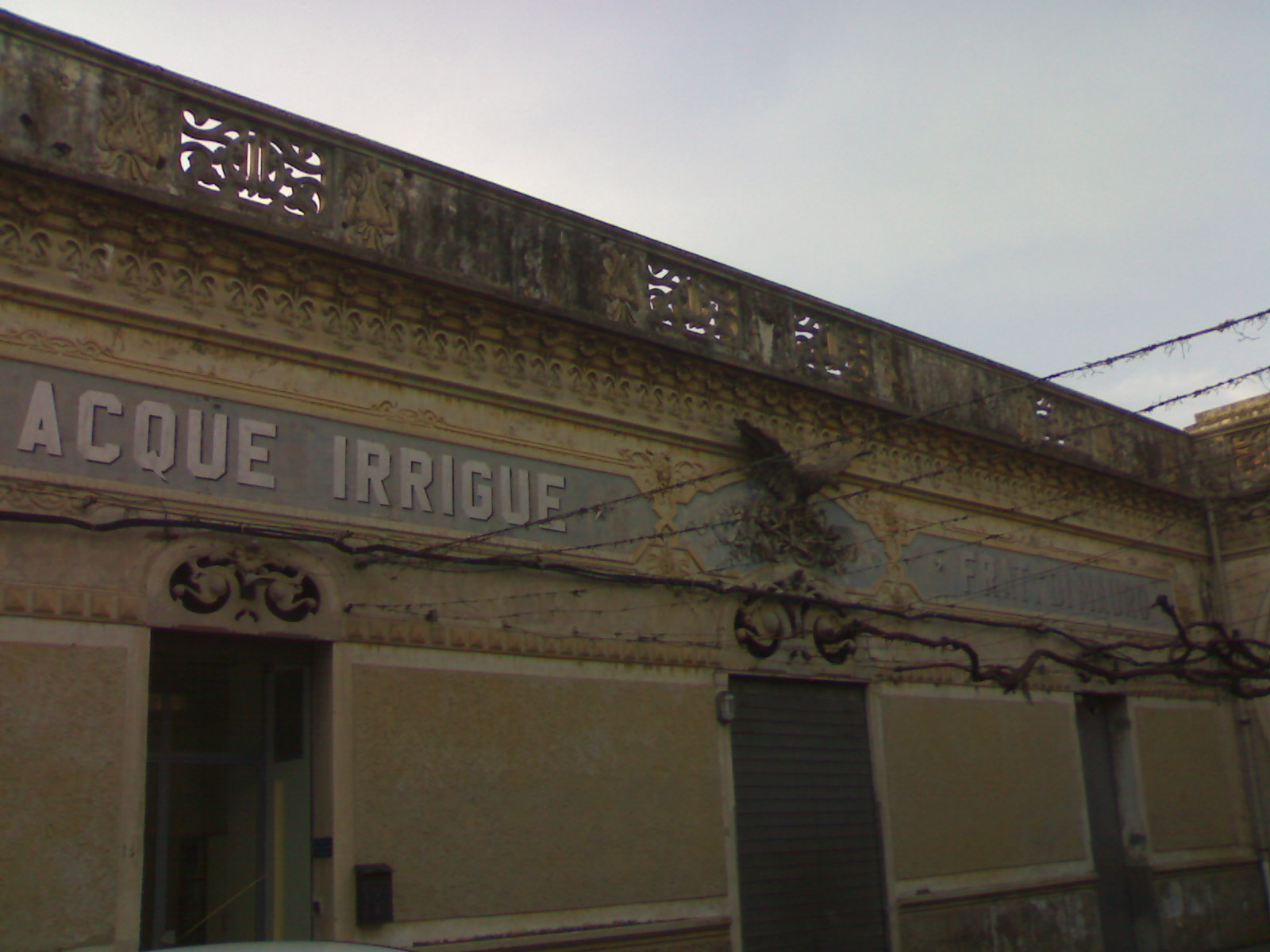
Centrale idroelettrica realizzata intorno al 1908 in stile liberty
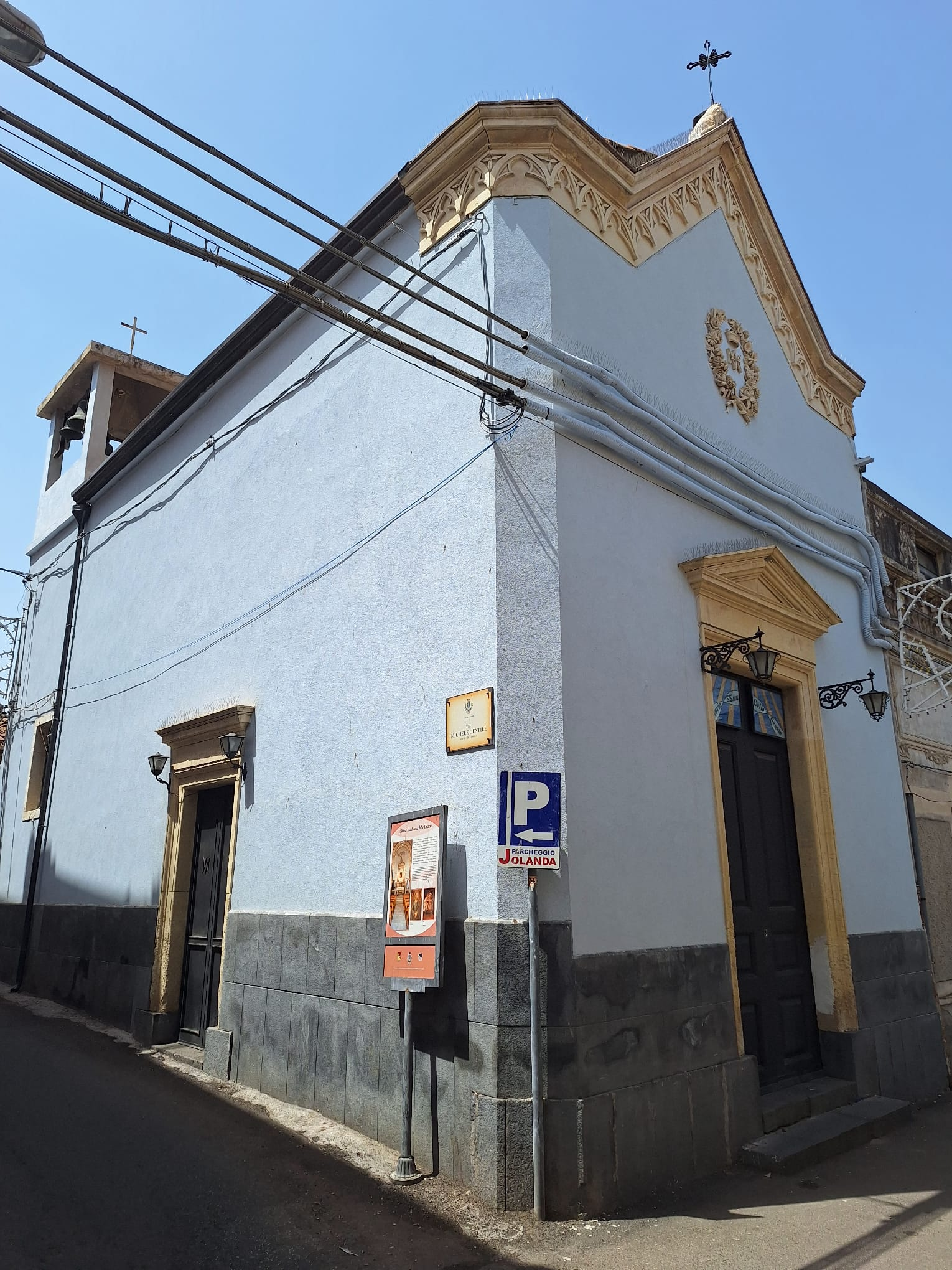
Chiesa della Madonna delle Grazie
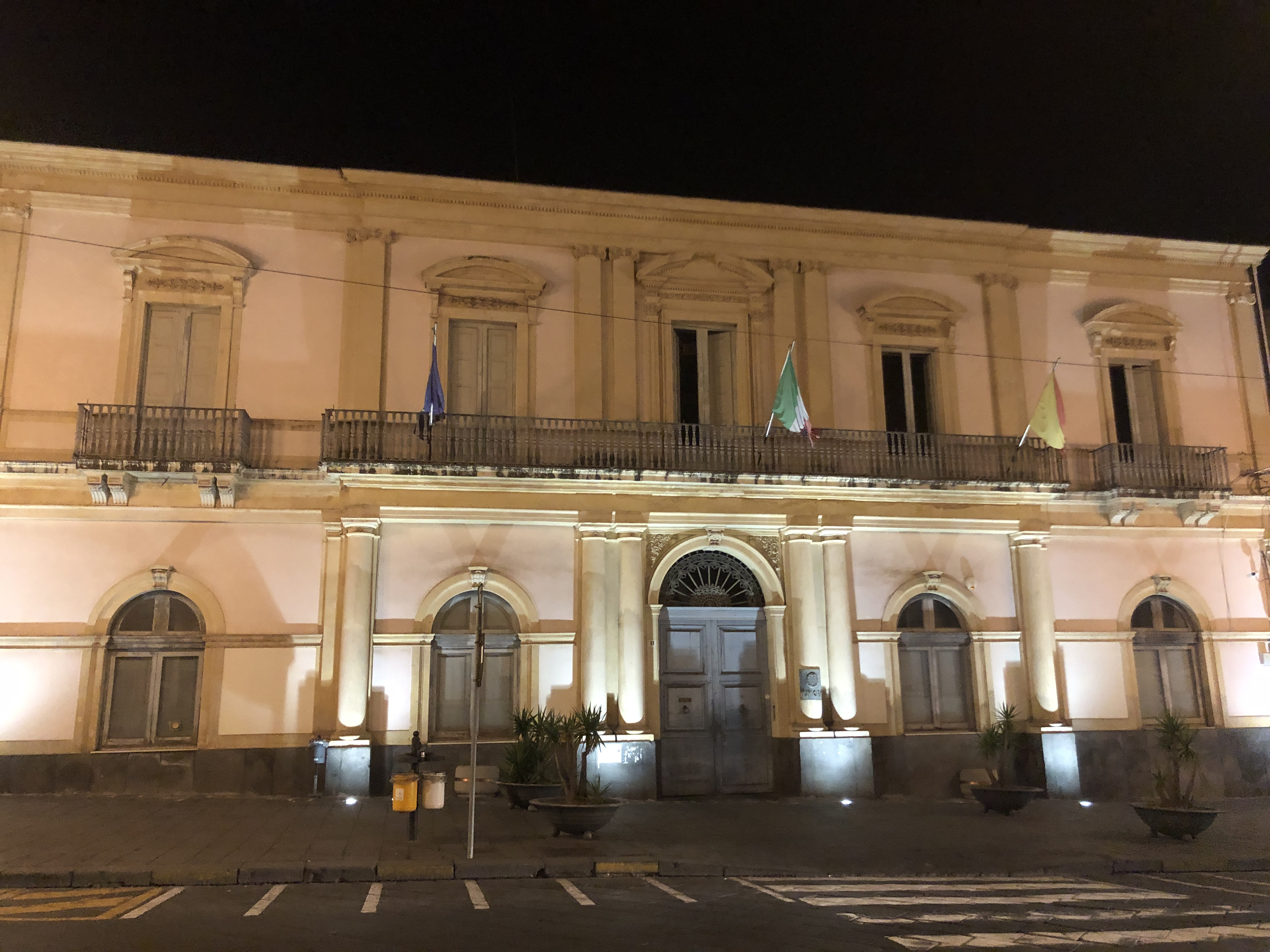
Facciata del municipio (palazzo Di Prima)
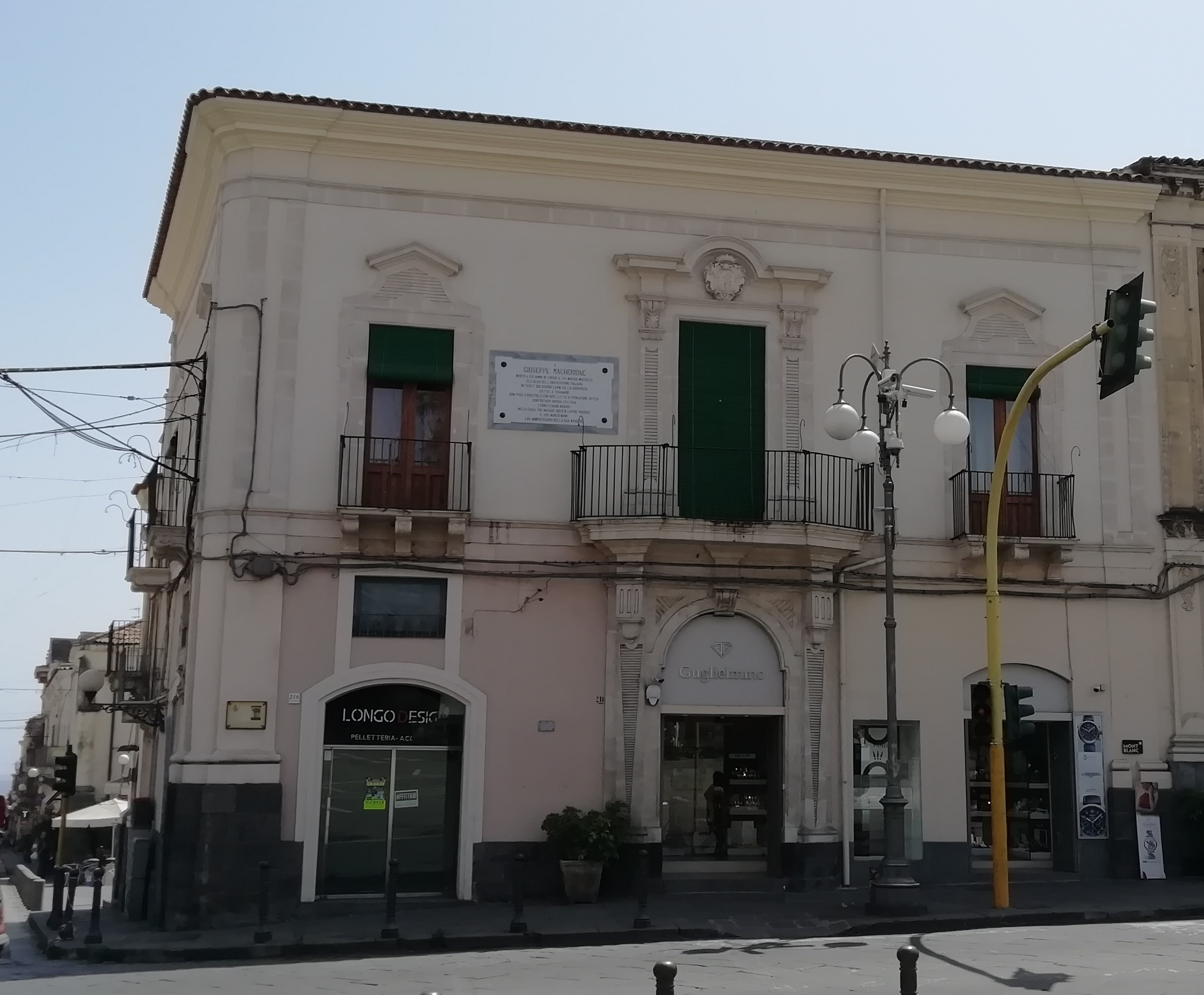
Facciata di palazzo Macherione
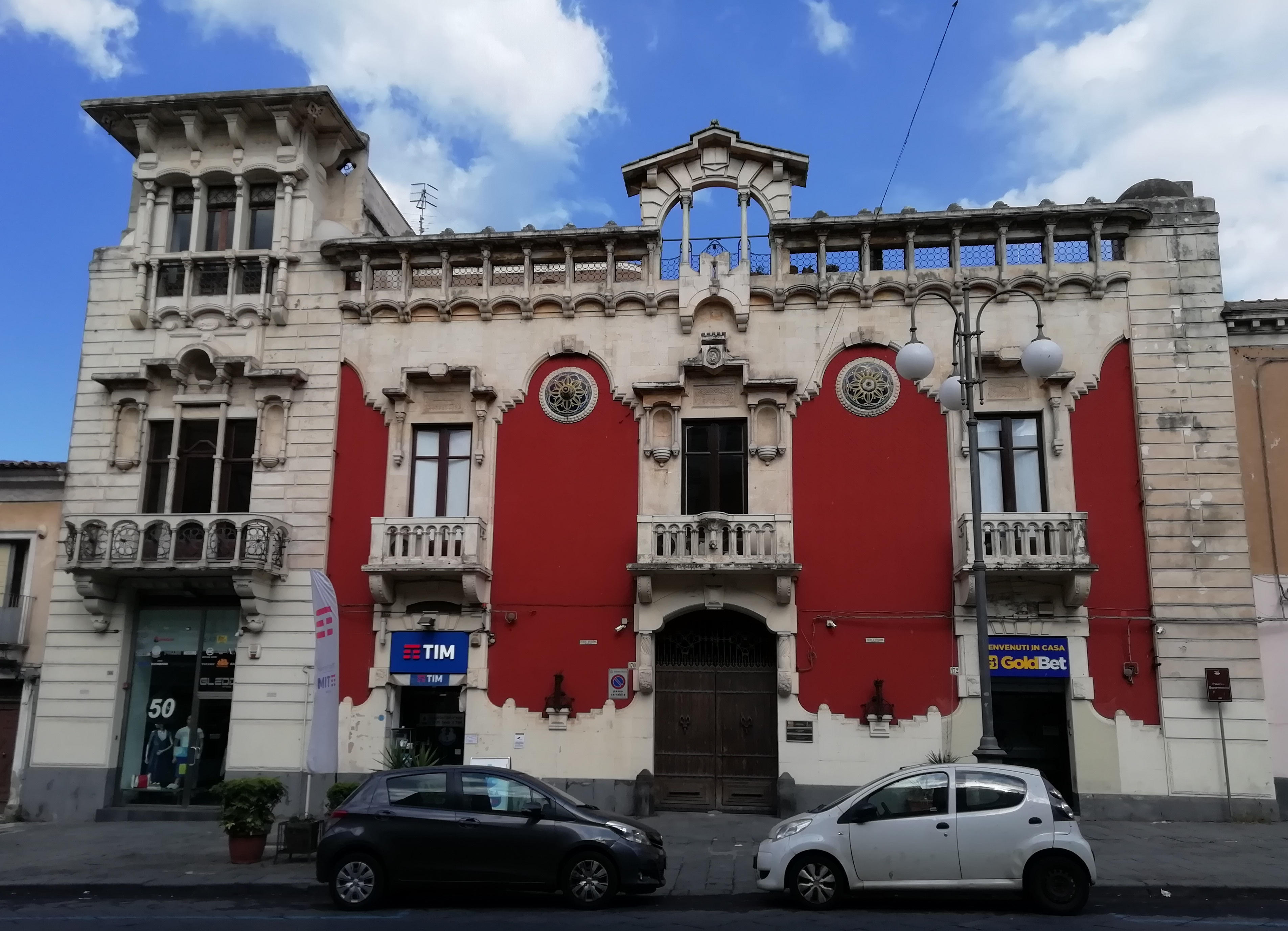
Facciata in stile eclettico di palazzo Bonaventura
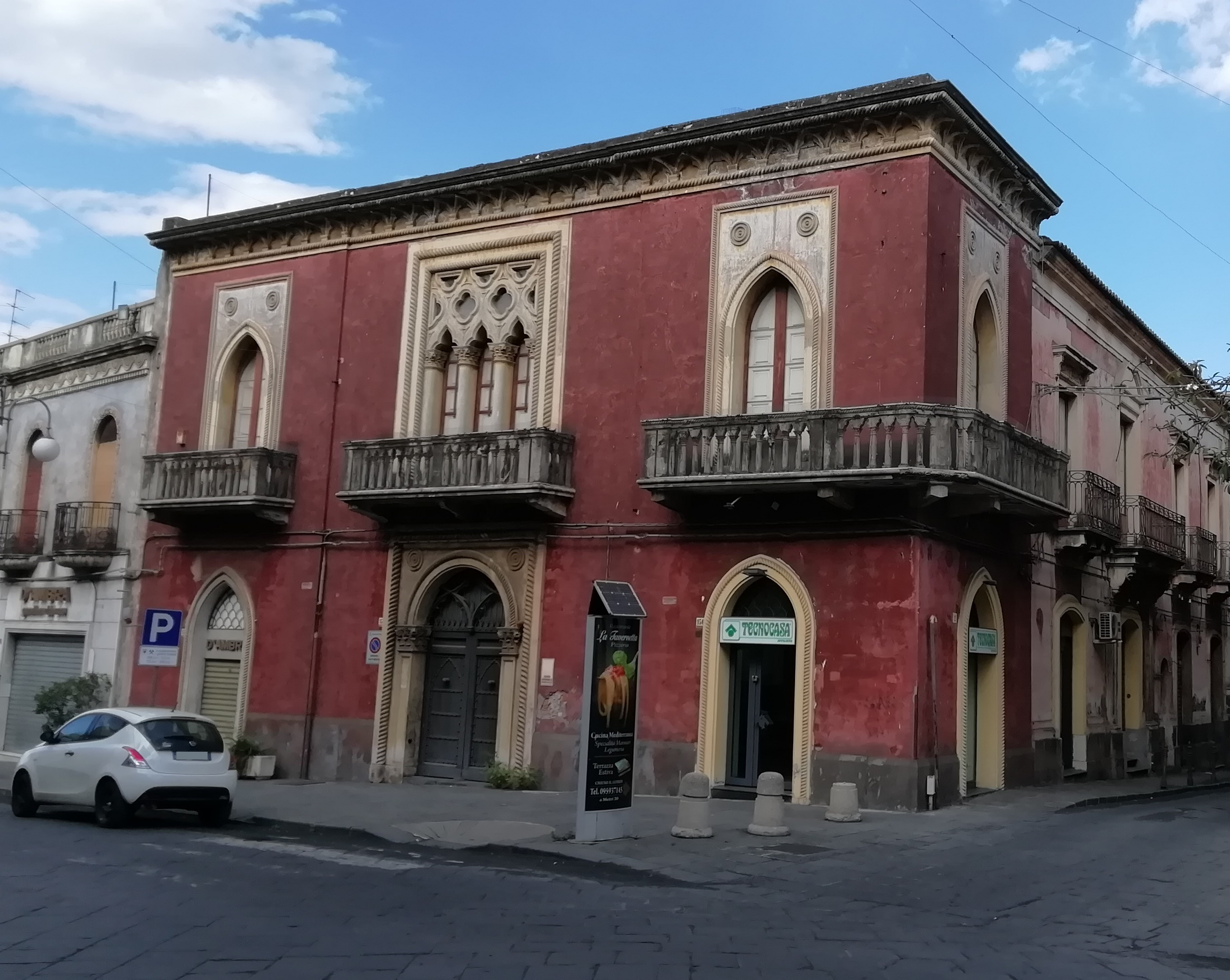
Facciata in stile neogotico di palazzo Quattrocchi
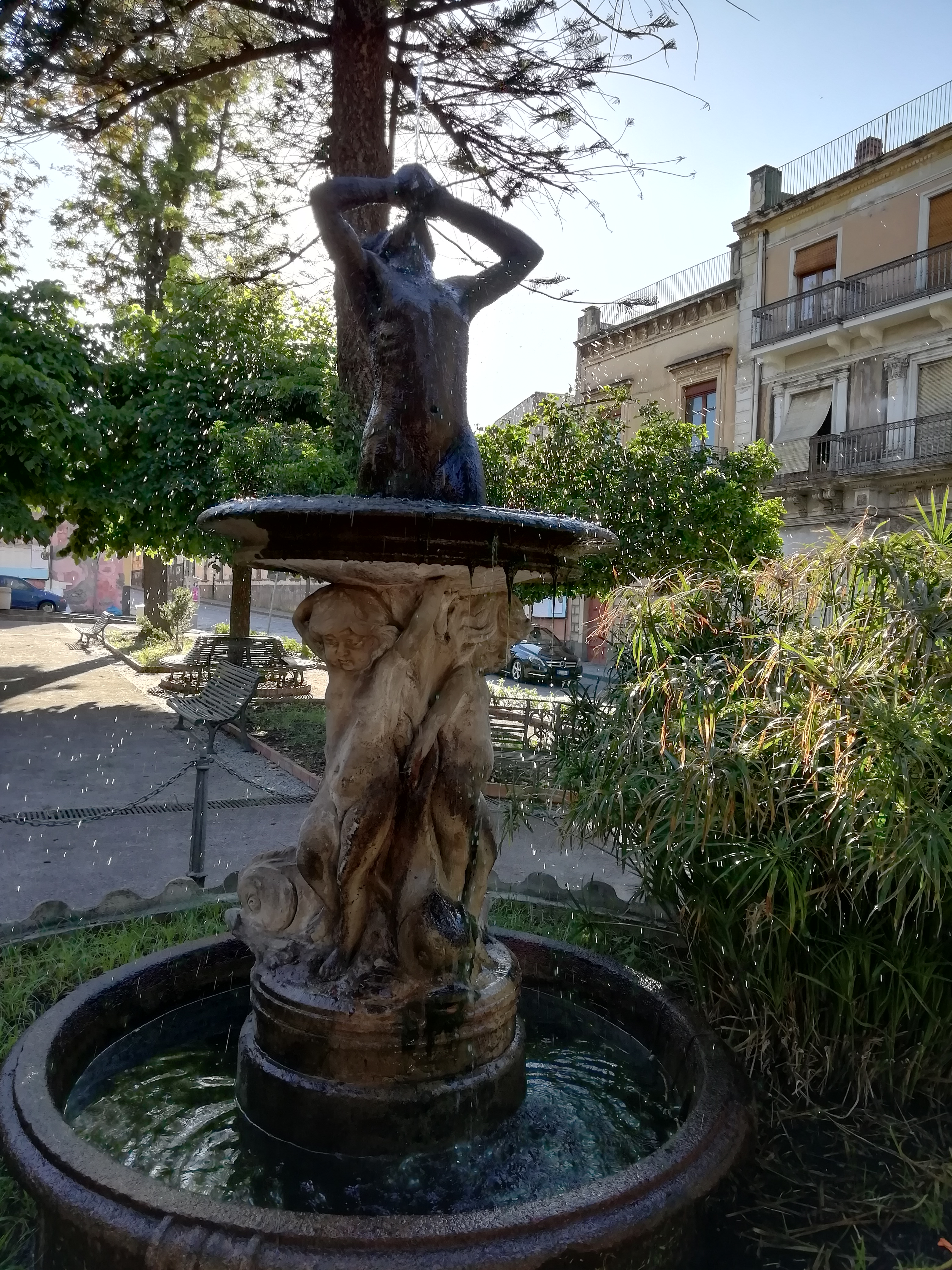
Fontana artistica con putto di villa Garibaldi
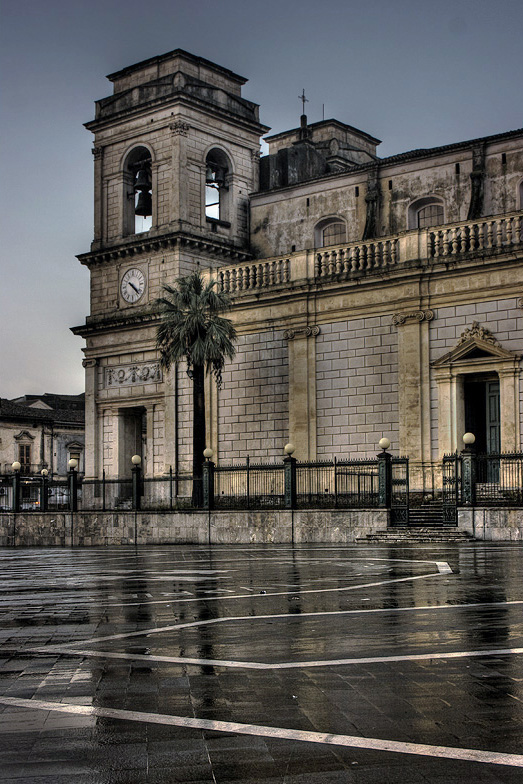
Il Duomo (immagine HDR)
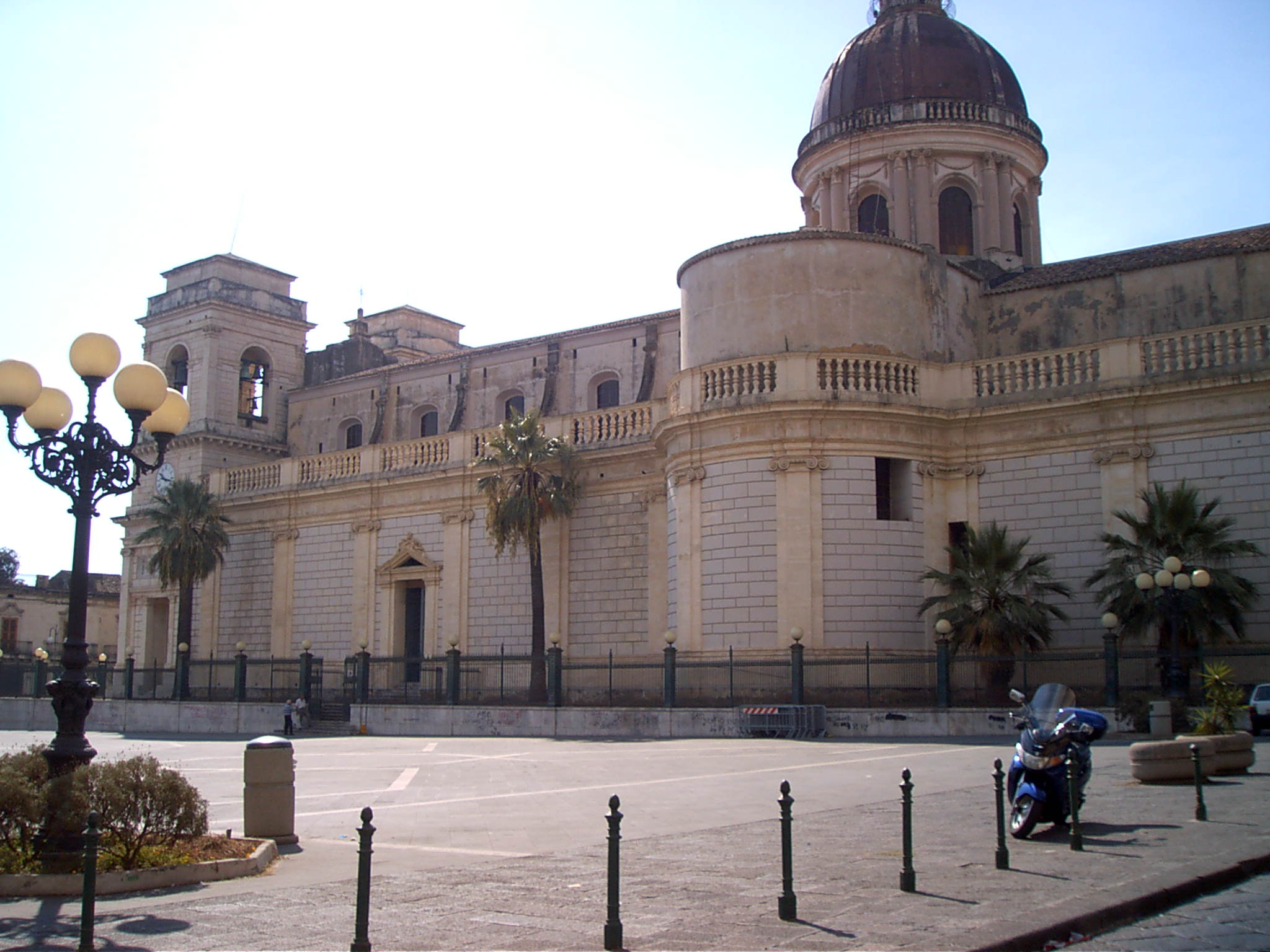
Piazza del Duomo
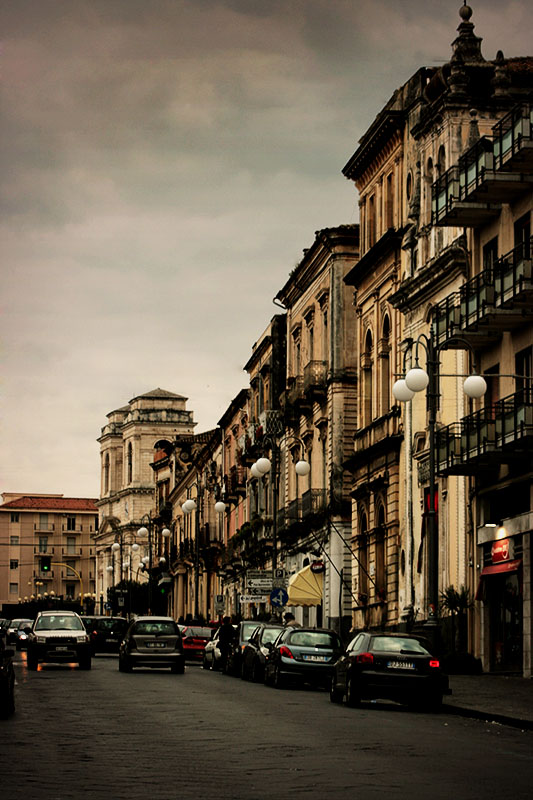
Un tratto di via Callipoli